# VVV-Venlo in het seizoen 2009/10
Dit artikel geeft een overzicht van VVV-Venlo in het seizoen 2009/2010.

## Selectie 2009 – 2010
| Nr.           | Naam                  | Nat.      | Geb. dat.  | Contract |
| Keepers       | Keepers               | Keepers   | Keepers    | Keepers  |
| ------------- | --------------------- | --------- | ---------- | -------- |
| 1             | Dennis Gentenaar      | Nederland | 30-09-1975 | 2012     |
| 16            | Kevin Begois          | België    | 13-05-1982 | 2011     |
| 22            | Robert Böhm           | Duitsland | 28-03-1988 | amateur  |
| 22            | Delano van Crooij     | Nederland | 05-06-1991 | amateur  |
| 30            | Rob Kuijpers          | Nederland | 21-05-1990 | amateur  |
| 30            | Ruud Boffin           | België    | 05-11-1987 | gehuurd  |
| Verdedigers   |                       |           |            |          |
| 2             | Michael Timisela      | Nederland | 05-05-1986 | 2010     |
| 3             | Sjors Verdellen       | Nederland | 29-11-1981 | 2010     |
| 4             | Frank van Kouwen      | Nederland | 02-07-1980 | 2011     |
| 5             | Niels Fleuren         | Nederland | 01-11-1986 | 2012     |
| 12            | Roel Janssen          | Nederland | 16-06-1990 | amateur  |
| 17            | Ferry de Regt         | Nederland | 29-08-1988 | 2012     |
| 19            | Alex Nkume            | Nigeria   | 22-01-1989 | 2012     |
| 23            | Maya Yoshida          | Japan     | 24-08-1988 | 2013     |
| 26            | Henrico Drost         | Nederland | 21-01-1987 | gehuurd  |
| 27            | Patrick Paauwe        | Nederland | 27-12-1975 | 2010     |
| Middenvelders |                       |           |            |          |
| 6             | Ken Leemans           | België    | 05-01-1983 | 2012     |
| 8             | Kevin van Dessel      | België    | 09-04-1979 | 2010     |
| 10            | Keisuke Honda         | Japan     | 13-06-1986 | 2011     |
| 10            | Gonzalo García García | Spanje    | 13-10-1983 | gehuurd  |
| 12            | Quin Kruijsen         | Nederland | 27-11-1990 | amateur  |
| 18            | Adil Auassar          | Nederland | 06-10-1986 | 2010     |
| 25            | Jasar Takak           | Nederland | 04-03-1982 | amateur  |
| Aanvallers    |                       |           |            |          |
| 7             | Ruben Schaken         | Nederland | 03-04-1982 | 2010     |
| 9             | Sandro Calabro        | Nederland | 11-04-1983 | 2010     |
| 14            | Marnix Kolder         | Nederland | 31-01-1983 | 2011     |
| 14            | Michael Uchebo        | Nigeria   | 27-09-1990 | 2012     |
| 15            | Achmed Ahahaoui       | Nederland | 06-02-1983 | 2011     |
| 19            | Rachid Ofrany         | Nederland | 17-01-1987 | 2010     |
| 20            | Ruud Boymans          | Nederland | 28-04-1989 | 2012     |
| 21            | Diogo Viana           | Portugal  | 22-02-1990 | gehuurd  |
| 23            | Rick Verbeek          | Nederland | 14-12-1988 | 2012     |
| 24            | Soufiane Dadda        | Nederland | 18-06-1990 | 2010     |

### Aangetrokken spelers
| Nat.      | Naam                  | Van                      | Bijzonderheden |
| Zomer     | Zomer                 | Zomer                    | Zomer          |
| --------- | --------------------- | ------------------------ | -------------- |
| Nederland | Achmed Ahahaoui       | Go Ahead Eagles          | Transfervrij   |
| Nederland | Ruud Boymans          | Fortuna Sittard          | € 100.000,-    |
| Nederland | Henrico Drost         | sc Heerenveen            | Gehuurd        |
| Nederland | Dennis Gentenaar      | Ajax                     | Transfervrij   |
| Nederland | Patrick Paauwe        | Borussia Mönchengladbach | Transfervrij   |
| Nederland | Jasar Takak           | Vitesse                  | Transfervrij   |
| Portugal  | Diogo Viana           | FC Porto                 | Gehuurd        |
| Najaar    |                       |                          |                |
| Nederland | Delano van Crooij     | Eigen jeugd              | Amateur        |
| Nigeria   | Alex Nkume            | Enugu Rangers            | Onbekend       |
| Nederland | Roel Janssen          | Eigen jeugd              | Amateur        |
| Nigeria   | Michael Uchebo        | Enugu Rangers            | Onbekend       |
| Winter    |                       |                          |                |
| België    | Ruud Boffin           | MVV                      | Gehuurd        |
| Spanje    | Gonzalo García García | FC Groningen             | Gehuurd        |
| Japan     | Maya Yoshida          | Nagoya Grampus Eight     | Transfervrij   |

### Vertrokken spelers
| Nat.                 | Naam                | Naar            | Bijzonderheden |
| Zomer                | Zomer               | Zomer           | Zomer          |
| -------------------- | ------------------- | --------------- | -------------- |
| Nederland            | Samir El Gaaouiri   | KSV Roeselare   | Transfervrij   |
| Nederlandse Antillen | Leon Kantelberg     | FC Eindhoven    | Transfervrij   |
| Nederland            | Marnix Kolder       | BV Veendam      | Verhuurd       |
| Nederland            | Rico Kuijpers       | SV Deurne       | Amateur        |
| België               | Mike Mampuya        | Helmond Sport   | Transfervrij   |
| Nederland            | Rachid Ofrany       | AGOVV           | Verhuurd       |
| Nederland            | Peter Reekers       | Heracles Almelo | Transfervrij   |
| Nederland            | Noud Schoolmeesters | EVV             | Amateur        |
| Nederland            | Robert Willemse     | SV Venray       | Transfervrij   |
| Nederland            | Danny Wintjens      | Fortuna Sittard | Transfervrij   |
| Winter               |                     |                 |                |
| Japan                | Keisuke Honda       | CSKA Moskou     | € 6.250.000,-  |
| Nederland            | Rick Verbeek        | Helmond Sport   | Verhuurd       |

### Staf
| Jan van Dijk       | hoofdtrainer                    |
| Wil Boessen        | assistent-trainer               |
| Ben van Dael       | assistent-trainer               |
| Wim Jacobs         | keeperstrainer                  |
| Ben van Dael       | hoofd jeugdopleiding            |
| Jan Heijkers       | hoofd scouting                  |
| Nol Hornix         | conditie- en revalidatietrainer |
| Jan Reijmer        | verzorger                       |
| Rob Eijkelenboom   | teamarts                        |
| Sjoerd Kaarsemaker | orthopedisch chirurg            |
| Rinus Louwers      | fysiotherapeut                  |
| Falk Louwers       | fysiotherapeut                  |

## Wedstrijden

### Eredivisie
Speelronde 1:
| Zondag 2 augustus 2009, 16:30                                            | PSV                                   | 3-3 (2-0) | VVV-Venlo                          | Opstelling PSV | Opstelling VVV-Venlo |  |
| Stadion: Philips Stadion, Eindhoven Toeschouwers: 34.000 Arbiter: Bossen | Amrabat 27' Toivonen 41' Toivonen 82' |           | 53' Ahahaoui 60' Honda 85' Schaken | Isaksson, Kromkamp, Ooijer, Marcellis, Salcido, Simons 76' ( Koevermans), Afellay , Engelaar, Amrabat 73' ( Lazović), Toivonen, Dzsudzsák | Gentenaar, Timisela, Paauwe , Van Kouwen 80' ( Verdellen), Fleuren, Leemans, Honda , Auassar 65' ( Van Dessel), Schaken, Calabro, Ahahaoui 69' ( Viana) |  |
| Stadion: Philips Stadion, Eindhoven Toeschouwers: 34.000 Arbiter: Bossen |                                       |           |                                    | Isaksson, Kromkamp, Ooijer, Marcellis, Salcido, Simons 76' ( Koevermans), Afellay , Engelaar, Amrabat 73' ( Lazović), Toivonen, Dzsudzsák | Gentenaar, Timisela, Paauwe , Van Kouwen 80' ( Verdellen), Fleuren, Leemans, Honda , Auassar 65' ( Van Dessel), Schaken, Calabro, Ahahaoui 69' ( Viana) |  |
| Stadion: Philips Stadion, Eindhoven Toeschouwers: 34.000 Arbiter: Bossen |                                       |           |                                    | Isaksson, Kromkamp, Ooijer, Marcellis, Salcido, Simons 76' ( Koevermans), Afellay , Engelaar, Amrabat 73' ( Lazović), Toivonen, Dzsudzsák | Gentenaar, Timisela, Paauwe , Van Kouwen 80' ( Verdellen), Fleuren, Leemans, Honda , Auassar 65' ( Van Dessel), Schaken, Calabro, Ahahaoui 69' ( Viana) |  |
|                                                                          |                                       |           |                                    | | |  |

Speelronde 2:
| Zondag 9 augustus 2009, 14:30                                                    | VVV-Venlo           | 2-2 (1-2) | ADO Den Haag                        | Opstelling VVV-Venlo | Opstelling ADO Den Haag |  |
| Stadion: Seacon Stadion - De Koel -, Venlo Toeschouwers: 7.325 Arbiter: Liesveld | Honda 37' Honda 77' |           | 8' Verhoek 30' (pen.) Van den Bergh | Gentenaar, Drost 69' ( Schaken), Paauwe, Van Kouwen, Fleuren , Leemans , Honda , Auassar 90' ( Verdellen), Viana 80' ( Dadda), Calabro , Ahahaoui | Ditewig, Ammi, Horváth, Derijck , Buijs , Van Hese 54' ( Kum ), Immers, Powel 80' ( Milić), Soltani , 62', Van den Bergh , 85', Verhoek 67' ( Bosschaart) |  |
| Stadion: Seacon Stadion - De Koel -, Venlo Toeschouwers: 7.325 Arbiter: Liesveld |                     |           |                                     | Gentenaar, Drost 69' ( Schaken), Paauwe, Van Kouwen, Fleuren , Leemans , Honda , Auassar 90' ( Verdellen), Viana 80' ( Dadda), Calabro , Ahahaoui | Ditewig, Ammi, Horváth, Derijck , Buijs , Van Hese 54' ( Kum ), Immers, Powel 80' ( Milić), Soltani , 62', Van den Bergh , 85', Verhoek 67' ( Bosschaart) |  |
| Stadion: Seacon Stadion - De Koel -, Venlo Toeschouwers: 7.325 Arbiter: Liesveld |                     |           |                                     | Gentenaar, Drost 69' ( Schaken), Paauwe, Van Kouwen, Fleuren , Leemans , Honda , Auassar 90' ( Verdellen), Viana 80' ( Dadda), Calabro , Ahahaoui | Ditewig, Ammi, Horváth, Derijck , Buijs , Van Hese 54' ( Kum ), Immers, Powel 80' ( Milić), Soltani , 62', Van den Bergh , 85', Verhoek 67' ( Bosschaart) |  |
|                                                                                  |                     |           |                                     | | |  |

Speelronde 3:
| Zondag 16 augustus 2009, 14:30                                              | FC Utrecht              | 2-2 (1-1) | VVV-Venlo            | Opstelling FC Utrecht | Opstelling VVV-Venlo |  |
| Stadion: Stadion Galgenwaard, Utrecht Toeschouwers: 19.000 Arbiter: Kuipers | Mertens 14' Mertens 57' |           | 3' Calabro 78' Honda | Vorm, Cornelisse , Dickoh, Wuytens, Lensky , Silberbauer, Maguire 81' ( Van Dijk), Asare, Mulenga , Van Wolfswinkel 60' ( George), Mertens | Gentenaar, Timisela , Paauwe, Verdellen, Fleuren 82' ( Van Dessel), Leemans, Honda , Auassar, Schaken 64' ( Ahahaoui), Calabro, Viana 80' ( Verbeek) |  |
| Stadion: Stadion Galgenwaard, Utrecht Toeschouwers: 19.000 Arbiter: Kuipers |                         |           |                      | Vorm, Cornelisse , Dickoh, Wuytens, Lensky , Silberbauer, Maguire 81' ( Van Dijk), Asare, Mulenga , Van Wolfswinkel 60' ( George), Mertens | Gentenaar, Timisela , Paauwe, Verdellen, Fleuren 82' ( Van Dessel), Leemans, Honda , Auassar, Schaken 64' ( Ahahaoui), Calabro, Viana 80' ( Verbeek) |  |
| Stadion: Stadion Galgenwaard, Utrecht Toeschouwers: 19.000 Arbiter: Kuipers |                         |           |                      | Vorm, Cornelisse , Dickoh, Wuytens, Lensky , Silberbauer, Maguire 81' ( Van Dijk), Asare, Mulenga , Van Wolfswinkel 60' ( George), Mertens | Gentenaar, Timisela , Paauwe, Verdellen, Fleuren 82' ( Van Dessel), Leemans, Honda , Auassar, Schaken 64' ( Ahahaoui), Calabro, Viana 80' ( Verbeek) |  |
|                                                                             |                         |           |                      | | |  |

Speelronde 4:
| Zaterdag 22 augustus 2009, 20:45                                                   | VVV-Venlo            | 2-2 (2-2) | FC Groningen               | Opstelling VVV-Venlo | Opstelling FC Groningen |  |
| Stadion: Seacon Stadion - De Koel -, Venlo Toeschouwers: 7.280 Arbiter: Van Meenen | Honda 8' Calabro 21' |           | 13' Pedersen 16' Granqvist | Gentenaar, Timisela 78' ( Verdellen), Paauwe, Van Kouwen, Fleuren, Leemans, Honda , Auassar, Schaken 65' ( Van Dessel), Calabro 86' ( Viana), Ahahaoui | Luciano, De Roover, Sankoh, Granqvist, Stenman, Ajilore, Van de Laak, Zonneveld, Lovre, Matavž 57' ( Koç), Pedersen 88' ( Menting) |  |
| Stadion: Seacon Stadion - De Koel -, Venlo Toeschouwers: 7.280 Arbiter: Van Meenen |                      |           |                            | Gentenaar, Timisela 78' ( Verdellen), Paauwe, Van Kouwen, Fleuren, Leemans, Honda , Auassar, Schaken 65' ( Van Dessel), Calabro 86' ( Viana), Ahahaoui | Luciano, De Roover, Sankoh, Granqvist, Stenman, Ajilore, Van de Laak, Zonneveld, Lovre, Matavž 57' ( Koç), Pedersen 88' ( Menting) |  |
| Stadion: Seacon Stadion - De Koel -, Venlo Toeschouwers: 7.280 Arbiter: Van Meenen |                      |           |                            | Gentenaar, Timisela 78' ( Verdellen), Paauwe, Van Kouwen, Fleuren, Leemans, Honda , Auassar, Schaken 65' ( Van Dessel), Calabro 86' ( Viana), Ahahaoui | Luciano, De Roover, Sankoh, Granqvist, Stenman, Ajilore, Van de Laak, Zonneveld, Lovre, Matavž 57' ( Koç), Pedersen 88' ( Menting) |  |
|                                                                                    |                      |           |                            | | |  |

Speelronde 5:
| Zaterdag 29 augustus 2009, 18:45                                           | N.E.C.    | 1-1 (0-1) | VVV-Venlo   | Opstelling N.E.C. | Opstelling VVV-Venlo |  |
| Stadion: Stadion De Goffert, Nijmegen Toeschouwers: 12.500 Arbiter: Winter | Zomer 52' |           | 32' Calabro | Babos, Burgzorg , Van Eijden, Zomer, El Akchaoui, Radomski, Schöne, Davids, Fejzullahu, Vleminckx 89' ( Pothuizen), El Kabir 66' ( Worm) | Gentenaar, Timisela , Paauwe, Verdellen, Fleuren, Leemans 81' ( Van Dessel), Honda , Auassar, Schaken 73' ( Viana), Calabro 90' ( De Regt), Ahahaoui |  |
| Stadion: Stadion De Goffert, Nijmegen Toeschouwers: 12.500 Arbiter: Winter |           |           |             | Babos, Burgzorg , Van Eijden, Zomer, El Akchaoui, Radomski, Schöne, Davids, Fejzullahu, Vleminckx 89' ( Pothuizen), El Kabir 66' ( Worm) | Gentenaar, Timisela , Paauwe, Verdellen, Fleuren, Leemans 81' ( Van Dessel), Honda , Auassar, Schaken 73' ( Viana), Calabro 90' ( De Regt), Ahahaoui |  |
| Stadion: Stadion De Goffert, Nijmegen Toeschouwers: 12.500 Arbiter: Winter |           |           |             | Babos, Burgzorg , Van Eijden, Zomer, El Akchaoui, Radomski, Schöne, Davids, Fejzullahu, Vleminckx 89' ( Pothuizen), El Kabir 66' ( Worm) | Gentenaar, Timisela , Paauwe, Verdellen, Fleuren, Leemans 81' ( Van Dessel), Honda , Auassar, Schaken 73' ( Viana), Calabro 90' ( De Regt), Ahahaoui |  |
|                                                                            |           |           |             | | |  |

Speelronde 6:
| Zondag 13 september 2009, 14:30                                                    | VVV-Venlo  | 1-0 (1-0) | Heracles Almelo | Opstelling VVV-Venlo | Opstelling Heracles Almelo |  |
| Stadion: Seacon Stadion - De Koel -, Venlo Toeschouwers: 7.500 Arbiter: Van Egmond | Calabro 7' |           |                 | Gentenaar, Timisela, Paauwe, Verdellen, Fleuren, Leemans, Honda , Auassar, Schaken 88' ( Viana), Calabro 90' ( De Regt), Ahahaoui 90' ( Dadda) | Pieckenhagen, Van der Linden, Maertens, Jallo, Fledderus, Vejinović 78' ( Schulmeister), Breukers, Dost, Douglas 67' ( Hakola), Everton 67' ( Ornoch), Overtoom |  |
| Stadion: Seacon Stadion - De Koel -, Venlo Toeschouwers: 7.500 Arbiter: Van Egmond |            |           |                 | Gentenaar, Timisela, Paauwe, Verdellen, Fleuren, Leemans, Honda , Auassar, Schaken 88' ( Viana), Calabro 90' ( De Regt), Ahahaoui 90' ( Dadda) | Pieckenhagen, Van der Linden, Maertens, Jallo, Fledderus, Vejinović 78' ( Schulmeister), Breukers, Dost, Douglas 67' ( Hakola), Everton 67' ( Ornoch), Overtoom |  |
| Stadion: Seacon Stadion - De Koel -, Venlo Toeschouwers: 7.500 Arbiter: Van Egmond |            |           |                 | Gentenaar, Timisela, Paauwe, Verdellen, Fleuren, Leemans, Honda , Auassar, Schaken 88' ( Viana), Calabro 90' ( De Regt), Ahahaoui 90' ( Dadda) | Pieckenhagen, Van der Linden, Maertens, Jallo, Fledderus, Vejinović 78' ( Schulmeister), Breukers, Dost, Douglas 67' ( Hakola), Everton 67' ( Ornoch), Overtoom |  |
|                                                                                    |            |           |                 | | |  |

Speelronde 7:
| Zondag 20 september 2009, 14:30                                                | VVV-Venlo | 0-4 (0-1) | Ajax                                       | Opstelling VVV-Venlo | Opstelling Ajax |  |
| Stadion: Seacon Stadion - De Koel -, Venlo Toeschouwers: 7.500 Arbiter: Bossen |           |           | 3' Suárez 68' Suárez 70' Suárez 90' Suárez | Gentenaar 76' ( Begois), Timisela, Paauwe, Van Kouwen , Fleuren, Leemans, Honda , Auassar, Schaken 88' ( Viana), Calabro, Ahahaoui 82' ( Dadda) | Stekelenburg , Van der Wiel, Vertonghen, Alderweireld, Emanuelson, De Zeeuw, Aissati, Anita 76' ( Donald), Cvitanich 53' ( Sulejmani), Kennedy 67' ( Rommedahl), Suárez |  |
| Stadion: Seacon Stadion - De Koel -, Venlo Toeschouwers: 7.500 Arbiter: Bossen |           |           |                                            | Gentenaar 76' ( Begois), Timisela, Paauwe, Van Kouwen , Fleuren, Leemans, Honda , Auassar, Schaken 88' ( Viana), Calabro, Ahahaoui 82' ( Dadda) | Stekelenburg , Van der Wiel, Vertonghen, Alderweireld, Emanuelson, De Zeeuw, Aissati, Anita 76' ( Donald), Cvitanich 53' ( Sulejmani), Kennedy 67' ( Rommedahl), Suárez |  |
| Stadion: Seacon Stadion - De Koel -, Venlo Toeschouwers: 7.500 Arbiter: Bossen |           |           |                                            | Gentenaar 76' ( Begois), Timisela, Paauwe, Van Kouwen , Fleuren, Leemans, Honda , Auassar, Schaken 88' ( Viana), Calabro, Ahahaoui 82' ( Dadda) | Stekelenburg , Van der Wiel, Vertonghen, Alderweireld, Emanuelson, De Zeeuw, Aissati, Anita 76' ( Donald), Cvitanich 53' ( Sulejmani), Kennedy 67' ( Rommedahl), Suárez |  |
|                                                                                |           |           |                                            | | |  |

Speelronde 8:
| Zaterdag 26 september 2009, 20:45                                          | FC Twente            | 2-1 (2-1) | VVV-Venlo   | Opstelling FC Twente | Opstelling VVV-Venlo |  |
| Stadion: De Grolsch Veste, Enschede Toeschouwers: 23.700 Arbiter: Makkelie | Ruiz 15' Douglas 26' |           | 3' Ahahaoui | Boschker, Stam, Wisgerhof, Douglas, Kuiper, Brama, Pérez 68' ( Tioté), Janssen, Ruiz 88' ( Wellington), Nkufo, Stoch 90' ( Parker) | Begois, Timisela, Paauwe , Van Kouwen 79' ( Van Dessel), Fleuren 72' ( Takak), Leemans, Honda , Auassar, Schaken, Calabro, Ahahaoui 68' ( Viana) |  |
| Stadion: De Grolsch Veste, Enschede Toeschouwers: 23.700 Arbiter: Makkelie |                      |           |             | Boschker, Stam, Wisgerhof, Douglas, Kuiper, Brama, Pérez 68' ( Tioté), Janssen, Ruiz 88' ( Wellington), Nkufo, Stoch 90' ( Parker) | Begois, Timisela, Paauwe , Van Kouwen 79' ( Van Dessel), Fleuren 72' ( Takak), Leemans, Honda , Auassar, Schaken, Calabro, Ahahaoui 68' ( Viana) |  |
| Stadion: De Grolsch Veste, Enschede Toeschouwers: 23.700 Arbiter: Makkelie |                      |           |             | Boschker, Stam, Wisgerhof, Douglas, Kuiper, Brama, Pérez 68' ( Tioté), Janssen, Ruiz 88' ( Wellington), Nkufo, Stoch 90' ( Parker) | Begois, Timisela, Paauwe , Van Kouwen 79' ( Van Dessel), Fleuren 72' ( Takak), Leemans, Honda , Auassar, Schaken, Calabro, Ahahaoui 68' ( Viana) |  |
|                                                                            |                      |           |             | | |  |

Speelronde 9:
| Zondag 4 oktober 2009, 14:30                                                      | sc Heerenveen   | 1-1 (0-0) | VVV-Venlo   | Opstelling sc Heerenveen | Opstelling VVV-Venlo |  |
| Stadion: Abe Lenstra Stadion, Heerenveen Toeschouwers: 25.850 Arbiter: Van Meenen | Papadopulos 90' |           | 88' Calabro | Vandenbussche, Janmaat, Breuer, Dingsdag, Popov, Grindheim 80' ( Losada), Švec, Elm, Beerens, Sibon 60' ( Papadopulos), Henrique 46' ( Assaidi) | Begois, Timisela, Paauwe, Van Kouwen, Fleuren 71' ( Takak), Leemans, Honda , Auassar, Schaken 89' ( Van Dessel), Calabro , Ahahaoui 71' ( Viana) |  |
| Stadion: Abe Lenstra Stadion, Heerenveen Toeschouwers: 25.850 Arbiter: Van Meenen |                 |           |             | Vandenbussche, Janmaat, Breuer, Dingsdag, Popov, Grindheim 80' ( Losada), Švec, Elm, Beerens, Sibon 60' ( Papadopulos), Henrique 46' ( Assaidi) | Begois, Timisela, Paauwe, Van Kouwen, Fleuren 71' ( Takak), Leemans, Honda , Auassar, Schaken 89' ( Van Dessel), Calabro , Ahahaoui 71' ( Viana) |  |
| Stadion: Abe Lenstra Stadion, Heerenveen Toeschouwers: 25.850 Arbiter: Van Meenen |                 |           |             | Vandenbussche, Janmaat, Breuer, Dingsdag, Popov, Grindheim 80' ( Losada), Švec, Elm, Beerens, Sibon 60' ( Papadopulos), Henrique 46' ( Assaidi) | Begois, Timisela, Paauwe, Van Kouwen, Fleuren 71' ( Takak), Leemans, Honda , Auassar, Schaken 89' ( Van Dessel), Calabro , Ahahaoui 71' ( Viana) |  |
|                                                                                   |                 |           |             | | |  |

Speelronde 10:
| Zondag 18 oktober 2009, 12:30                                                      | VVV-Venlo   | 1-1 (0-1) | Roda JC    | Opstelling VVV-Venlo | Opstelling Roda JC |  |
| Stadion: Seacon Stadion - De Koel -, Venlo Toeschouwers: 7.500 Arbiter: Van Sichem | Leemans 61' |           | 34' Skoubo | Begois, Timisela, Paauwe, Van Kouwen 60' ( Van Dessel), Fleuren 82' ( Dadda), Leemans , Honda , Auassar, Schaken, Calabro, Ahahaoui 85' ( Viana) | Castro, Bodor, De fauw, Addo, De Jong, Kah , Lachambre, Janssen 88' ( Delorge), Hadouir , Djoum 76' ( Junker), Skoubo 83' ( Yulu-Matondo) |  |
| Stadion: Seacon Stadion - De Koel -, Venlo Toeschouwers: 7.500 Arbiter: Van Sichem |             |           |            | Begois, Timisela, Paauwe, Van Kouwen 60' ( Van Dessel), Fleuren 82' ( Dadda), Leemans , Honda , Auassar, Schaken, Calabro, Ahahaoui 85' ( Viana) | Castro, Bodor, De fauw, Addo, De Jong, Kah , Lachambre, Janssen 88' ( Delorge), Hadouir , Djoum 76' ( Junker), Skoubo 83' ( Yulu-Matondo) |  |
| Stadion: Seacon Stadion - De Koel -, Venlo Toeschouwers: 7.500 Arbiter: Van Sichem |             |           |            | Begois, Timisela, Paauwe, Van Kouwen 60' ( Van Dessel), Fleuren 82' ( Dadda), Leemans , Honda , Auassar, Schaken, Calabro, Ahahaoui 85' ( Viana) | Castro, Bodor, De fauw, Addo, De Jong, Kah , Lachambre, Janssen 88' ( Delorge), Hadouir , Djoum 76' ( Junker), Skoubo 83' ( Yulu-Matondo) |  |
|                                                                                    |             |           |            | | |  |

Speelronde 11:
| Zaterdag 24 oktober 2009, 19:45                                             | Feyenoord    | 1-0 (1-0) | VVV-Venlo | Opstelling Feyenoord | Opstelling VVV-Venlo |  |
| Stadion: Stadion Feijenoord, Rotterdam Toeschouwers: 44.000 Arbiter: Luinge | Landzaat 27' |           |           | Van Dijk, Bahia , Vlaar, Landzaat, Wijnaldum, Van Bronckhorst 76' ( De Cler), Fer , Leerdam, Biseswar 70' ( Bruins), Makaay, Slory 46' ( Babović ) | Begois, Timisela, Paauwe, Verdellen, Fleuren 65' ( Takak), Leemans , Honda , Auassar, Schaken 84' ( Viana), Calabro, Ahahaoui 65' ( Van Dessel) |  |
| Stadion: Stadion Feijenoord, Rotterdam Toeschouwers: 44.000 Arbiter: Luinge |              |           |           | Van Dijk, Bahia , Vlaar, Landzaat, Wijnaldum, Van Bronckhorst 76' ( De Cler), Fer , Leerdam, Biseswar 70' ( Bruins), Makaay, Slory 46' ( Babović ) | Begois, Timisela, Paauwe, Verdellen, Fleuren 65' ( Takak), Leemans , Honda , Auassar, Schaken 84' ( Viana), Calabro, Ahahaoui 65' ( Van Dessel) |  |
| Stadion: Stadion Feijenoord, Rotterdam Toeschouwers: 44.000 Arbiter: Luinge |              |           |           | Van Dijk, Bahia , Vlaar, Landzaat, Wijnaldum, Van Bronckhorst 76' ( De Cler), Fer , Leerdam, Biseswar 70' ( Bruins), Makaay, Slory 46' ( Babović ) | Begois, Timisela, Paauwe, Verdellen, Fleuren 65' ( Takak), Leemans , Honda , Auassar, Schaken 84' ( Viana), Calabro, Ahahaoui 65' ( Van Dessel) |  |
|                                                                             |              |           |           | | |  |

Speelronde 12:
| Vrijdag 30 oktober 2009, 20:45 | VVV-Venlo      | 1-1 (1-0) | NAC Breda    | Opstelling VVV-Venlo | Opstelling NAC Breda |  |
| Stadion: Seacon Stadion - De Koel -, Venlo Toeschouwers: 7.500 Arbiter: Nijhuis                                                                          | Van Kouwen 38' |           | 68' Leonardo | Böhm, Timisela, Paauwe, Verdellen, Fleuren, Van Kouwen, Honda , Takak 62' ( Auassar), Schaken, Ahahaoui 81' ( Boymans), Van Dessel 72' ( Viana) | Ten Rouwelaar , Kwakman, Zwaanswijk, Penders, Lurling 85' ( Elshot), Fehér, De Graaf , Schilder 17', Gilissen 83', Leonardo 81' ( Gorter), Amoah 25' ( Snoyl) |  |
| Stadion: Seacon Stadion - De Koel -, Venlo Toeschouwers: 7.500 Arbiter: Nijhuis                                                                          |                |           |              | Böhm, Timisela, Paauwe, Verdellen, Fleuren, Van Kouwen, Honda , Takak 62' ( Auassar), Schaken, Ahahaoui 81' ( Boymans), Van Dessel 72' ( Viana) | Ten Rouwelaar , Kwakman, Zwaanswijk, Penders, Lurling 85' ( Elshot), Fehér, De Graaf , Schilder 17', Gilissen 83', Leonardo 81' ( Gorter), Amoah 25' ( Snoyl) |  |
| Stadion: Seacon Stadion - De Koel -, Venlo Toeschouwers: 7.500 Arbiter: Nijhuis                                                                          |                |           |              | Böhm, Timisela, Paauwe, Verdellen, Fleuren, Van Kouwen, Honda , Takak 62' ( Auassar), Schaken, Ahahaoui 81' ( Boymans), Van Dessel 72' ( Viana) | Ten Rouwelaar , Kwakman, Zwaanswijk, Penders, Lurling 85' ( Elshot), Fehér, De Graaf , Schilder 17', Gilissen 83', Leonardo 81' ( Gorter), Amoah 25' ( Snoyl) |  |
| Bijz.: VVV-trainer Van Dijk geschorst vanwege directe rode kaart in de bekerwedstrijd Sparta – VVV. Leemans automatisch geschorst vanwege 5e gele kaart. |                |           |              | | |  |

Speelronde 13:
| Zaterdag 7 november 2009, 18:45                                 | Vitesse                      | 2-0 (1-0) | VVV-Venlo | Opstelling Vitesse | Opstelling VVV-Venlo |  |
| Stadion: Gelredome, Arnhem Toeschouwers: 18.615 Arbiter: Winter | Stevanovič 38' Claudemir 90' |           |           | Velthuizen, Verhaegh, Van der Struijk, Van Diermen, Jong-A-Pin, Kaya 64' ( Greene), Claudemir, Hofs 75' ( Nilsson), Molhoek , Stevanovič , Pluim 86' ( Büttner) | Begois, De Regt, Paauwe, Van Kouwen, Auassar, Leemans, Honda , Van Dessel 81' ( Fleuren), Schaken 60' ( Takak), Calabro 70' ( Boymans), Ahahaoui |  |
| Stadion: Gelredome, Arnhem Toeschouwers: 18.615 Arbiter: Winter |                              |           |           | Velthuizen, Verhaegh, Van der Struijk, Van Diermen, Jong-A-Pin, Kaya 64' ( Greene), Claudemir, Hofs 75' ( Nilsson), Molhoek , Stevanovič , Pluim 86' ( Büttner) | Begois, De Regt, Paauwe, Van Kouwen, Auassar, Leemans, Honda , Van Dessel 81' ( Fleuren), Schaken 60' ( Takak), Calabro 70' ( Boymans), Ahahaoui |  |
| Stadion: Gelredome, Arnhem Toeschouwers: 18.615 Arbiter: Winter |                              |           |           | Velthuizen, Verhaegh, Van der Struijk, Van Diermen, Jong-A-Pin, Kaya 64' ( Greene), Claudemir, Hofs 75' ( Nilsson), Molhoek , Stevanovič , Pluim 86' ( Büttner) | Begois, De Regt, Paauwe, Van Kouwen, Auassar, Leemans, Honda , Van Dessel 81' ( Fleuren), Schaken 60' ( Takak), Calabro 70' ( Boymans), Ahahaoui |  |
|                                                                 |                              |           |           | | |  |

Speelronde 14:
| Zondag 22 november 2009, 14:30                                                    | VVV-Venlo                                                      | 5-0 (4-0) | Sparta | Opstelling VVV-Venlo | Opstelling Sparta |  |
| Stadion: Seacon Stadion - De Koel -, Venlo Toeschouwers: 7.500 Arbiter: Braamhaar | Auassar 6' Ahahaoui 25' Calabro 27' Calabro 43' Van Dessel 70' |           |        | Böhm, De Regt, Paauwe, Van Kouwen, Auassar, Leemans, Honda , Van Dessel 71' ( Fleuren), Schaken, Calabro 75' ( Boymans), Ahahaoui 67' ( Viana) | Šeliga, Bentem , Slijngard, Viergever, Bakens , Falkenburg 46' ( Van Bueren), Strootman 83' ( Touzani), Rutjes, Duplan, John 46' ( Denneboom), Poepon |  |
| Stadion: Seacon Stadion - De Koel -, Venlo Toeschouwers: 7.500 Arbiter: Braamhaar |                                                                |           |        | Böhm, De Regt, Paauwe, Van Kouwen, Auassar, Leemans, Honda , Van Dessel 71' ( Fleuren), Schaken, Calabro 75' ( Boymans), Ahahaoui 67' ( Viana) | Šeliga, Bentem , Slijngard, Viergever, Bakens , Falkenburg 46' ( Van Bueren), Strootman 83' ( Touzani), Rutjes, Duplan, John 46' ( Denneboom), Poepon |  |
| Stadion: Seacon Stadion - De Koel -, Venlo Toeschouwers: 7.500 Arbiter: Braamhaar |                                                                |           |        | Böhm, De Regt, Paauwe, Van Kouwen, Auassar, Leemans, Honda , Van Dessel 71' ( Fleuren), Schaken, Calabro 75' ( Boymans), Ahahaoui 67' ( Viana) | Šeliga, Bentem , Slijngard, Viergever, Bakens , Falkenburg 46' ( Van Bueren), Strootman 83' ( Touzani), Rutjes, Duplan, John 46' ( Denneboom), Poepon |  |
|                                                                                   |                                                                |           |        | | |  |

Speelronde 15:
| Zaterdag 28 november 2009, 18:45                                     | AZ                  | 2-0 (1-0) | VVV-Venlo | Opstelling AZ | Opstelling VVV-Venlo |  |
| Stadion: DSB Stadion, Alkmaar Toeschouwers: 16.347 Arbiter: Makkelie | Lens 21' Holman 47' |           |           | Romero, Swerts, Moreno, Moisander, Pocognoli, Holman 76' ( Martens), Mendes da Silva , Wernbloom, Elm 62' ( Dembélé ), Schaars, Lens 84' ( Pellè) | Böhm, De Regt 61' ( Timisela), Paauwe , Van Kouwen 46' ( Verdellen 83'), Auassar, Leemans, Honda , Van Dessel 76' ( Boymans), Schaken, Calabro , Ahahaoui |  |
| Stadion: DSB Stadion, Alkmaar Toeschouwers: 16.347 Arbiter: Makkelie |                     |           |           | Romero, Swerts, Moreno, Moisander, Pocognoli, Holman 76' ( Martens), Mendes da Silva , Wernbloom, Elm 62' ( Dembélé ), Schaars, Lens 84' ( Pellè) | Böhm, De Regt 61' ( Timisela), Paauwe , Van Kouwen 46' ( Verdellen 83'), Auassar, Leemans, Honda , Van Dessel 76' ( Boymans), Schaken, Calabro , Ahahaoui |  |
| Stadion: DSB Stadion, Alkmaar Toeschouwers: 16.347 Arbiter: Makkelie |                     |           |           | Romero, Swerts, Moreno, Moisander, Pocognoli, Holman 76' ( Martens), Mendes da Silva , Wernbloom, Elm 62' ( Dembélé ), Schaars, Lens 84' ( Pellè) | Böhm, De Regt 61' ( Timisela), Paauwe , Van Kouwen 46' ( Verdellen 83'), Auassar, Leemans, Honda , Van Dessel 76' ( Boymans), Schaken, Calabro , Ahahaoui |  |
|                                                                      |                     |           |           | | |  |

Speelronde 16:
| Vrijdag 4 december 2009, 20:45                                                     | VVV-Venlo                    | 2-1 (0-0) | Willem II    | Opstelling VVV-Venlo | Opstelling Willem II |  |
| Stadion: Seacon Stadion - De Koel -, Venlo Toeschouwers: 7.500 Arbiter: Van Hulten | Auassar 81' Honda 90' (pen.) |           | 66' Swinkels | Begois, Timisela, Paauwe, Van Kouwen 77' ( Boymans), Fleuren, Leemans , Honda 90' ( De Regt), Auassar, Schaken, Calabro, Ahahaoui 74' ( Viana) | Mäenpää, Bruma, Schenkel, Van der Heijden 31' ( Veloso ), Swinkels, Kargbo, Boutahar 46' ( Livramento ), Biemans, Zijler, Demouge 82' ( Sheotahul), Grégoire |  |
| Stadion: Seacon Stadion - De Koel -, Venlo Toeschouwers: 7.500 Arbiter: Van Hulten |                              |           |              | Begois, Timisela, Paauwe, Van Kouwen 77' ( Boymans), Fleuren, Leemans , Honda 90' ( De Regt), Auassar, Schaken, Calabro, Ahahaoui 74' ( Viana) | Mäenpää, Bruma, Schenkel, Van der Heijden 31' ( Veloso ), Swinkels, Kargbo, Boutahar 46' ( Livramento ), Biemans, Zijler, Demouge 82' ( Sheotahul), Grégoire |  |
| Stadion: Seacon Stadion - De Koel -, Venlo Toeschouwers: 7.500 Arbiter: Van Hulten |                              |           |              | Begois, Timisela, Paauwe, Van Kouwen 77' ( Boymans), Fleuren, Leemans , Honda 90' ( De Regt), Auassar, Schaken, Calabro, Ahahaoui 74' ( Viana) | Mäenpää, Bruma, Schenkel, Van der Heijden 31' ( Veloso ), Swinkels, Kargbo, Boutahar 46' ( Livramento ), Biemans, Zijler, Demouge 82' ( Sheotahul), Grégoire |  |
| Bijz.: Verdellen geschorst vanwege directe rode kaart in de wedstrijd AZ – VVV.    |                              |           |              | | |  |

Speelronde 17:
| Zaterdag 12 december 2009, 18:45                                               | VVV-Venlo                            | 3-0 (2-0) | RKC Waalwijk | Opstelling VVV-Venlo | Opstelling RKC Waalwijk |  |
| Stadion: Seacon Stadion - De Koel -, Venlo Toeschouwers: 7.500 Arbiter: Luinge | Auassar 17' Timisela 22' Leemans 79' |           |              | Begois, Timisela , Paauwe, Van Kouwen, Fleuren, Leemans, Honda 84' ( Boymans), Auassar 78' ( Van Dessel), Schaken , Calabro, Ahahaoui 58' ( Viana) | Levita, D. Mulder , Van Mosselveld , H. Mulder , Colin, Gudde, Agustien 55' ( Obodai), Metaj , Benschop 46' ( Idabdelhay), Boerrigter 80' ( Berger), Benson |  |
| Stadion: Seacon Stadion - De Koel -, Venlo Toeschouwers: 7.500 Arbiter: Luinge |                                      |           |              | Begois, Timisela , Paauwe, Van Kouwen, Fleuren, Leemans, Honda 84' ( Boymans), Auassar 78' ( Van Dessel), Schaken , Calabro, Ahahaoui 58' ( Viana) | Levita, D. Mulder , Van Mosselveld , H. Mulder , Colin, Gudde, Agustien 55' ( Obodai), Metaj , Benschop 46' ( Idabdelhay), Boerrigter 80' ( Berger), Benson |  |
| Stadion: Seacon Stadion - De Koel -, Venlo Toeschouwers: 7.500 Arbiter: Luinge |                                      |           |              | Begois, Timisela , Paauwe, Van Kouwen, Fleuren, Leemans, Honda 84' ( Boymans), Auassar 78' ( Van Dessel), Schaken , Calabro, Ahahaoui 58' ( Viana) | Levita, D. Mulder , Van Mosselveld , H. Mulder , Colin, Gudde, Agustien 55' ( Obodai), Metaj , Benschop 46' ( Idabdelhay), Boerrigter 80' ( Berger), Benson |  |
|                                                                                |                                      |           |              | | |  |

Speelronde 18:
| Vrijdag 18 december 2009, 20:45                                         | Heracles Almelo | 1-0 (0-0) | VVV-Venlo | Opstelling Heracles Almelo                                                                                      | Opstelling VVV-Venlo |  |
| Stadion: Polman Stadion, Almelo Toeschouwers: 8.420 Arbiter: Van Sichem | Everton 55'     |           |           | Pieckenhagen, Breukers, Maertens, Van der Linden, Looms , Quansah , Overtoom, Fledderus, Douglas, Dost, Everton | Begois, Timisela , Paauwe , Van Kouwen, Fleuren, Leemans , Honda , Auassar , Viana 70' ( Boymans), Calabro, Ahahaoui 75' ( Dadda) |  |
| Stadion: Polman Stadion, Almelo Toeschouwers: 8.420 Arbiter: Van Sichem |                 |           |           | Pieckenhagen, Breukers, Maertens, Van der Linden, Looms , Quansah , Overtoom, Fledderus, Douglas, Dost, Everton | Begois, Timisela , Paauwe , Van Kouwen, Fleuren, Leemans , Honda , Auassar , Viana 70' ( Boymans), Calabro, Ahahaoui 75' ( Dadda) |  |
| Stadion: Polman Stadion, Almelo Toeschouwers: 8.420 Arbiter: Van Sichem |                 |           |           | Pieckenhagen, Breukers, Maertens, Van der Linden, Looms , Quansah , Overtoom, Fledderus, Douglas, Dost, Everton | Begois, Timisela , Paauwe , Van Kouwen, Fleuren, Leemans , Honda , Auassar , Viana 70' ( Boymans), Calabro, Ahahaoui 75' ( Dadda) |  |
| Bijz.: Laatste competitiewedstrijd voor de winterstop.                  |                 |           |           | | |  |

Speelronde 19:
| Zondag 24 januari 2010, 14:30                                                                            | VVV-Venlo   | 1-1 (0-0) | Feyenoord         | Opstelling VVV-Venlo | Opstelling Feyenoord |  |
| Stadion: Seacon Stadion - De Koel -, Venlo Toeschouwers: 7.500 Arbiter: Wouters, België                  | De Regt 85' |           | 65' (e.d.) Paauwe | Begois, Timisela, Paauwe , Van Kouwen, Fleuren, Van Dessel 81' ( De Regt), García García 74' ( Viana), Auassar, Schaken, Calabro 63' ( Uchebo), Ahahaoui | Van Dijk, Bahia, Vlaar, De Vrij, Landzaat 89' ( Hofland), Van Bronckhorst , De Guzman 73' ( El Ahmadi), Fer, Wijnaldum, Tomasson 83' ( Biseswar ), Cissé |  |
| Stadion: Seacon Stadion - De Koel -, Venlo Toeschouwers: 7.500 Arbiter: Wouters, België                  |             |           |                   | Begois, Timisela, Paauwe , Van Kouwen, Fleuren, Van Dessel 81' ( De Regt), García García 74' ( Viana), Auassar, Schaken, Calabro 63' ( Uchebo), Ahahaoui | Van Dijk, Bahia, Vlaar, De Vrij, Landzaat 89' ( Hofland), Van Bronckhorst , De Guzman 73' ( El Ahmadi), Fer, Wijnaldum, Tomasson 83' ( Biseswar ), Cissé |  |
| Stadion: Seacon Stadion - De Koel -, Venlo Toeschouwers: 7.500 Arbiter: Wouters, België                  |             |           |                   | Begois, Timisela, Paauwe , Van Kouwen, Fleuren, Van Dessel 81' ( De Regt), García García 74' ( Viana), Auassar, Schaken, Calabro 63' ( Uchebo), Ahahaoui | Van Dijk, Bahia, Vlaar, De Vrij, Landzaat 89' ( Hofland), Van Bronckhorst , De Guzman 73' ( El Ahmadi), Fer, Wijnaldum, Tomasson 83' ( Biseswar ), Cissé |  |
| Bijz.: Eerste competitiewedstrijd na de winterstop. Leemans automatisch geschorst vanwege 7e gele kaart. |             |           |                   | | |  |

Speelronde 20:
| Zaterdag 30 januari 2010, 19:45                                            | NAC Breda                  | 2-0 (1-0) | VVV-Venlo | Opstelling NAC Breda | Opstelling VVV-Venlo |  |
| Stadion: Rat Verlegh Stadion, Breda Toeschouwers: 17.750 Arbiter: Liesveld | Zwaanswijk 41' Lurling 74' |           |           | Ten Rouwelaar, Snoyl , Kwakman, Elshot , Zwaanswijk, Lurling 86' ( Reuser), De Graaf, Schilder, Gilissen, Gorter 89' ( Bayram), Kolkka | Boffin, Timisela , Verdellen , Van Kouwen , Fleuren, Leemans, García García , Auassar 62' ( Van Dessel), Schaken, Calabro 64' ( Uchebo), Ahahaoui 82' ( Dadda) |  |
| Stadion: Rat Verlegh Stadion, Breda Toeschouwers: 17.750 Arbiter: Liesveld |                            |           |           | Ten Rouwelaar, Snoyl , Kwakman, Elshot , Zwaanswijk, Lurling 86' ( Reuser), De Graaf, Schilder, Gilissen, Gorter 89' ( Bayram), Kolkka | Boffin, Timisela , Verdellen , Van Kouwen , Fleuren, Leemans, García García , Auassar 62' ( Van Dessel), Schaken, Calabro 64' ( Uchebo), Ahahaoui 82' ( Dadda) |  |
| Stadion: Rat Verlegh Stadion, Breda Toeschouwers: 17.750 Arbiter: Liesveld |                            |           |           | Ten Rouwelaar, Snoyl , Kwakman, Elshot , Zwaanswijk, Lurling 86' ( Reuser), De Graaf, Schilder, Gilissen, Gorter 89' ( Bayram), Kolkka | Boffin, Timisela , Verdellen , Van Kouwen , Fleuren, Leemans, García García , Auassar 62' ( Van Dessel), Schaken, Calabro 64' ( Uchebo), Ahahaoui 82' ( Dadda) |  |
| Bijz.: Paauwe automatisch geschorst vanwege 5e gele kaart.                 |                            |           |           | | |  |

Speelronde 21:
| Dinsdag 2 februari 2010, 20:00                                                 | VVV-Venlo                                 | 3-1 (3-1) | sc Heerenveen    | Opstelling VVV-Venlo | Opstelling sc Heerenveen |  |
| Stadion: Seacon Stadion - De Koel -, Venlo Toeschouwers: 7.420 Arbiter: Luinge | De Regt 11' García García 14' Calabro 16' |           | 35' (pen.) Sibon | Begois, De Regt, Paauwe , Van Kouwen, Fleuren, Leemans, García García 78' ( Van Dessel), Auassar, Schaken , Calabro, Ahahaoui 83' ( Viana) | Vandenbussche, Švec, Bak, Dingsdag, Koning, Grindheim 72' ( Papadopulos ), Losada 46' ( Haglund), Elm, Beerens 19' ( Assaidi), Sibon, Henrique |  |
| Stadion: Seacon Stadion - De Koel -, Venlo Toeschouwers: 7.420 Arbiter: Luinge |                                           |           |                  | Begois, De Regt, Paauwe , Van Kouwen, Fleuren, Leemans, García García 78' ( Van Dessel), Auassar, Schaken , Calabro, Ahahaoui 83' ( Viana) | Vandenbussche, Švec, Bak, Dingsdag, Koning, Grindheim 72' ( Papadopulos ), Losada 46' ( Haglund), Elm, Beerens 19' ( Assaidi), Sibon, Henrique |  |
| Stadion: Seacon Stadion - De Koel -, Venlo Toeschouwers: 7.420 Arbiter: Luinge |                                           |           |                  | Begois, De Regt, Paauwe , Van Kouwen, Fleuren, Leemans, García García 78' ( Van Dessel), Auassar, Schaken , Calabro, Ahahaoui 83' ( Viana) | Vandenbussche, Švec, Bak, Dingsdag, Koning, Grindheim 72' ( Papadopulos ), Losada 46' ( Haglund), Elm, Beerens 19' ( Assaidi), Sibon, Henrique |  |
| Bijz.: Timisela automatisch geschorst vanwege 5e gele kaart.                   |                                           |           |                  | | |  |

Speelronde 22:
| Zondag 7 februari 2010, 14:30                                                | VVV-Venlo                     | 2-0 (1-0) | Vitesse | Opstelling VVV-Venlo | Opstelling Vitesse |  |
| Stadion: Seacon Stadion - De Koel -, Venlo Toeschouwers: 7.500 Arbiter: Vink | Sprockel 9' (e.d.) Paauwe 88' |           |         | Begois, De Regt, Paauwe , Van Kouwen, Fleuren , Leemans, García García 75' ( Van Dessel), Auassar, Schaken, Calabro 84' ( Uchebo), Ahahaoui 67' ( Viana) | Velthuizen, Verhaegh, Sprockel , Van Diermen 59' ( Büttner), Jong-A-Pin , Hofs, Claudemir, Pluim , Greene 86' ( Pröpper), Stevanovič , Kolk |  |
| Stadion: Seacon Stadion - De Koel -, Venlo Toeschouwers: 7.500 Arbiter: Vink |                               |           |         | Begois, De Regt, Paauwe , Van Kouwen, Fleuren , Leemans, García García 75' ( Van Dessel), Auassar, Schaken, Calabro 84' ( Uchebo), Ahahaoui 67' ( Viana) | Velthuizen, Verhaegh, Sprockel , Van Diermen 59' ( Büttner), Jong-A-Pin , Hofs, Claudemir, Pluim , Greene 86' ( Pröpper), Stevanovič , Kolk |  |
| Stadion: Seacon Stadion - De Koel -, Venlo Toeschouwers: 7.500 Arbiter: Vink |                               |           |         | Begois, De Regt, Paauwe , Van Kouwen, Fleuren , Leemans, García García 75' ( Van Dessel), Auassar, Schaken, Calabro 84' ( Uchebo), Ahahaoui 67' ( Viana) | Velthuizen, Verhaegh, Sprockel , Van Diermen 59' ( Büttner), Jong-A-Pin , Hofs, Claudemir, Pluim , Greene 86' ( Pröpper), Stevanovič , Kolk |  |
|                                                                              |                               |           |         | | |  |

Speelronde 23:
| Zondag 14 februari 2010, 14:30                                         | Sparta             | 2-0 (2-0) | VVV-Venlo | Opstelling Sparta | Opstelling VVV-Venlo |  |
| Stadion: Het Kasteel, Rotterdam Toeschouwers: 10.012 Arbiter: Blom     | John 1' Duplan 32' |           |           | Šeliga, Adeleye, Slijngard 52', Koenders , Viergever, Falkenburg, Rutjes 46' ( Van Bueren), Van Gessel, Bodul 73' ( Poepon), Duplan, John 58' ( Knol) | Begois, De Regt, Paauwe , Van Kouwen 72' ( Uchebo), Fleuren , Leemans , García García 64' ( Timisela), Auassar, Schaken, Calabro, Ahahaoui 68' ( Viana) |  |
| Stadion: Het Kasteel, Rotterdam Toeschouwers: 10.012 Arbiter: Blom     |                    |           |           | Šeliga, Adeleye, Slijngard 52', Koenders , Viergever, Falkenburg, Rutjes 46' ( Van Bueren), Van Gessel, Bodul 73' ( Poepon), Duplan, John 58' ( Knol) | Begois, De Regt, Paauwe , Van Kouwen 72' ( Uchebo), Fleuren , Leemans , García García 64' ( Timisela), Auassar, Schaken, Calabro, Ahahaoui 68' ( Viana) |  |
| Stadion: Het Kasteel, Rotterdam Toeschouwers: 10.012 Arbiter: Blom     |                    |           |           | Šeliga, Adeleye, Slijngard 52', Koenders , Viergever, Falkenburg, Rutjes 46' ( Van Bueren), Van Gessel, Bodul 73' ( Poepon), Duplan, John 58' ( Knol) | Begois, De Regt, Paauwe , Van Kouwen 72' ( Uchebo), Fleuren , Leemans , García García 64' ( Timisela), Auassar, Schaken, Calabro, Ahahaoui 68' ( Viana) |  |
| Bijz.: Rode kaart voor Sparta-verzorger Van Venrooij in de 53e minuut. |                    |           |           | | |  |

Speelronde 24:
| Zaterdag 20 februari 2010, 19:45                                                   | VVV-Venlo                          | 3-3 (0-1) | AZ                                        | Opstelling VVV-Venlo | Opstelling AZ |  |
| Stadion: Seacon Stadion - De Koel -, Venlo Toeschouwers: 7.500 Arbiter: Van Egmond | Auassar 55' Schaken 69' Uchebo 75' |           | 30' Wernbloom 61' Poulsen 62' El Hamdaoui | Begois, De Regt, Paauwe , Van Kouwen, Fleuren, Leemans 65' ( Van Dessel), García García 35' ( Uchebo), Auassar, Schaken, Calabro, Ahahaoui 74' ( Viana) | Romero, Moreno, Jaliens, Moisander, Poulsen , Martens, Wernbloom, Schaars, Elm, El Hamdaoui, Dembélé 79' ( Lens) |  |
| Stadion: Seacon Stadion - De Koel -, Venlo Toeschouwers: 7.500 Arbiter: Van Egmond |                                    |           |                                           | Begois, De Regt, Paauwe , Van Kouwen, Fleuren, Leemans 65' ( Van Dessel), García García 35' ( Uchebo), Auassar, Schaken, Calabro, Ahahaoui 74' ( Viana) | Romero, Moreno, Jaliens, Moisander, Poulsen , Martens, Wernbloom, Schaars, Elm, El Hamdaoui, Dembélé 79' ( Lens) |  |
| Stadion: Seacon Stadion - De Koel -, Venlo Toeschouwers: 7.500 Arbiter: Van Egmond |                                    |           |                                           | Begois, De Regt, Paauwe , Van Kouwen, Fleuren, Leemans 65' ( Van Dessel), García García 35' ( Uchebo), Auassar, Schaken, Calabro, Ahahaoui 74' ( Viana) | Romero, Moreno, Jaliens, Moisander, Poulsen , Martens, Wernbloom, Schaars, Elm, El Hamdaoui, Dembélé 79' ( Lens) |  |
|                                                                                    |                                    |           |                                           | | |  |

Speelronde 25:
| Zaterdag 27 februari 2010, 20:45                                          | Willem II                       | 2-1 (1-1) | VVV-Venlo         | Opstelling Willem II | Opstelling VVV-Venlo |  |
| Stadion: Willem II Stadion, Tilburg Toeschouwers: 13.100 Arbiter: Kuipers | Van der Heijden 42' Demouge 55' |           | 13' García García | Aerts, Biemans, Van Dinter 18', Van der Struijk 68' ( Bruma), Pereira, Van der Heijden, Donald, Boutahar, Zijler, Demouge , Nijland | Begois, De Regt, Paauwe , Van Kouwen, Fleuren, Leemans 55' ( Van Dessel), García García 46' ( Uchebo), Auassar, Schaken, Calabro 31', Ahahaoui 60' ( Viana) |  |
| Stadion: Willem II Stadion, Tilburg Toeschouwers: 13.100 Arbiter: Kuipers |                                 |           |                   | Aerts, Biemans, Van Dinter 18', Van der Struijk 68' ( Bruma), Pereira, Van der Heijden, Donald, Boutahar, Zijler, Demouge , Nijland | Begois, De Regt, Paauwe , Van Kouwen, Fleuren, Leemans 55' ( Van Dessel), García García 46' ( Uchebo), Auassar, Schaken, Calabro 31', Ahahaoui 60' ( Viana) |  |
| Stadion: Willem II Stadion, Tilburg Toeschouwers: 13.100 Arbiter: Kuipers |                                 |           |                   | Aerts, Biemans, Van Dinter 18', Van der Struijk 68' ( Bruma), Pereira, Van der Heijden, Donald, Boutahar, Zijler, Demouge , Nijland | Begois, De Regt, Paauwe , Van Kouwen, Fleuren, Leemans 55' ( Van Dessel), García García 46' ( Uchebo), Auassar, Schaken, Calabro 31', Ahahaoui 60' ( Viana) |  |
|                                                                           |                                 |           |                   | | |  |

Speelronde 26:
| Zondag 7 maart 2010, 14:30 | FC Groningen | 1-0 (0-0) | VVV-Venlo | Opstelling FC Groningen | Opstelling VVV-Venlo |  |
| Stadion: Euroborg, Groningen Toeschouwers: 21.578 Arbiter: Wegereef                                                                                     | Matavž 70'   |           |           | Van Loo, Hiariej, Sankoh, Granqvist, Stenman 81' ( Sparv), Lovre, Zonneveld, Blind, Enevoldsen, Nordstrand 74' ( Pedersen), Matavž | Begois, De Regt, Verdellen, Van Kouwen , Nkume , Leemans , García García, Auassar, Viana 81' ( Dadda), Uchebo 34' ( Boymans 68' ( Van Dessel)), Ahahaoui |  |
| Stadion: Euroborg, Groningen Toeschouwers: 21.578 Arbiter: Wegereef                                                                                     |              |           |           | Van Loo, Hiariej, Sankoh, Granqvist, Stenman 81' ( Sparv), Lovre, Zonneveld, Blind, Enevoldsen, Nordstrand 74' ( Pedersen), Matavž | Begois, De Regt, Verdellen, Van Kouwen , Nkume , Leemans , García García, Auassar, Viana 81' ( Dadda), Uchebo 34' ( Boymans 68' ( Van Dessel)), Ahahaoui |  |
| Stadion: Euroborg, Groningen Toeschouwers: 21.578 Arbiter: Wegereef                                                                                     |              |           |           | Van Loo, Hiariej, Sankoh, Granqvist, Stenman 81' ( Sparv), Lovre, Zonneveld, Blind, Enevoldsen, Nordstrand 74' ( Pedersen), Matavž | Begois, De Regt, Verdellen, Van Kouwen , Nkume , Leemans , García García, Auassar, Viana 81' ( Dadda), Uchebo 34' ( Boymans 68' ( Van Dessel)), Ahahaoui |  |
| Bijz.: Calabro geschorst (1e wedstrijd) vanwege directe rode kaart in de wedstrijd Willem II – VVV. Paauwe automatisch geschorst vanwege 7e gele kaart. |              |           |           | | |  |

Speelronde 27:
| Zaterdag 13 maart 2010, 19:45 | VVV-Venlo | 0-1 (0-0) | FC Utrecht | Opstelling VVV-Venlo | Opstelling FC Utrecht |  |
| Stadion: Seacon Stadion - De Koel -, Venlo Toeschouwers: 7.500 Arbiter: Liesveld                                                                         |           |           | 70' Lensky | Begois, Timisela, Paauwe , De Regt, Fleuren, Van Dessel, García García 67' ( Verdellen), Auassar, Schaken , Boymans 64' ( Takak), Ahahaoui 79' ( Dadda) | Vorm, Schut, Van der Maarel , Neșu, Keller, Lensky, Nijholt 65' ( Maguire), Asare, Mulenga, Van Wolfswinkel, Mertens 46' ( Loval) |  |
| Stadion: Seacon Stadion - De Koel -, Venlo Toeschouwers: 7.500 Arbiter: Liesveld                                                                         |           |           |            | Begois, Timisela, Paauwe , De Regt, Fleuren, Van Dessel, García García 67' ( Verdellen), Auassar, Schaken , Boymans 64' ( Takak), Ahahaoui 79' ( Dadda) | Vorm, Schut, Van der Maarel , Neșu, Keller, Lensky, Nijholt 65' ( Maguire), Asare, Mulenga, Van Wolfswinkel, Mertens 46' ( Loval) |  |
| Stadion: Seacon Stadion - De Koel -, Venlo Toeschouwers: 7.500 Arbiter: Liesveld                                                                         |           |           |            | Begois, Timisela, Paauwe , De Regt, Fleuren, Van Dessel, García García 67' ( Verdellen), Auassar, Schaken , Boymans 64' ( Takak), Ahahaoui 79' ( Dadda) | Vorm, Schut, Van der Maarel , Neșu, Keller, Lensky, Nijholt 65' ( Maguire), Asare, Mulenga, Van Wolfswinkel, Mertens 46' ( Loval) |  |
| Bijz.: Calabro geschorst (2e wedstrijd) vanwege directe rode kaart in de wedstrijd Willem II – VVV. Leemans automatisch geschorst vanwege 9e gele kaart. |           |           |            | | |  |

Speelronde 28:
| Zondag 21 maart 2010, 14:30                                                     | ADO Den Haag | 0-0 (0-0) | VVV-Venlo | Opstelling ADO Den Haag | Opstelling VVV-Venlo |  |
| Stadion: ADO Den Haag Stadion, Den Haag Toeschouwers: 12.584 Arbiter: Braamhaar |              |           |           | Zwinkels, Ammi, Kum , Derijck, Toornstra, Luijckx 67' ( Immers), Bosschaart , Knopper, Oper 69' ( Milić), Van den Bergh 89' ( Horváth), Verhoek | Begois, Timisela, Paauwe , De Regt , Nkume, Leemans , García García, Auassar, Schaken, Calabro 67' ( Boymans), Ahahaoui 76' ( Dadda) |  |
| Stadion: ADO Den Haag Stadion, Den Haag Toeschouwers: 12.584 Arbiter: Braamhaar |              |           |           | Zwinkels, Ammi, Kum , Derijck, Toornstra, Luijckx 67' ( Immers), Bosschaart , Knopper, Oper 69' ( Milić), Van den Bergh 89' ( Horváth), Verhoek | Begois, Timisela, Paauwe , De Regt , Nkume, Leemans , García García, Auassar, Schaken, Calabro 67' ( Boymans), Ahahaoui 76' ( Dadda) |  |
| Stadion: ADO Den Haag Stadion, Den Haag Toeschouwers: 12.584 Arbiter: Braamhaar |              |           |           | Zwinkels, Ammi, Kum , Derijck, Toornstra, Luijckx 67' ( Immers), Bosschaart , Knopper, Oper 69' ( Milić), Van den Bergh 89' ( Horváth), Verhoek | Begois, Timisela, Paauwe , De Regt , Nkume, Leemans , García García, Auassar, Schaken, Calabro 67' ( Boymans), Ahahaoui 76' ( Dadda) |  |
|                                                                                 |              |           |           | | |  |

Speelronde 29:
| Zondag 28 maart 2010, 14:30 | VVV-Venlo               | 2-4 (0-2) | PSV                                               | Opstelling VVV-Venlo | Opstelling PSV |  |
| Stadion: Seacon Stadion - De Koel -, Venlo Toeschouwers: 7.500 Arbiter: Van Sichem                                                          | Schaken 59' Boymans 78' |           | 5' Bakkal 33' Dzsudzsák 53' Koevermans 60' Bakkal | Boffin, Timisela, Paauwe , De Regt, Nkume, Leemans, García García 62' ( Calabro), Auassar, Schaken, Boymans, Van Dessel 46' ( Ahahaoui ) | Isaksson, Salcido, Pieters, Maza, Manolev 72' ( Marcellis), Dzsudzsák, Simons , Koevermans, Toivonen 46' ( Amrabat ), Engelaar , Bakkal |  |
| Stadion: Seacon Stadion - De Koel -, Venlo Toeschouwers: 7.500 Arbiter: Van Sichem                                                          |                         |           |                                                   | Boffin, Timisela, Paauwe , De Regt, Nkume, Leemans, García García 62' ( Calabro), Auassar, Schaken, Boymans, Van Dessel 46' ( Ahahaoui ) | Isaksson, Salcido, Pieters, Maza, Manolev 72' ( Marcellis), Dzsudzsák, Simons , Koevermans, Toivonen 46' ( Amrabat ), Engelaar , Bakkal |  |
| Stadion: Seacon Stadion - De Koel -, Venlo Toeschouwers: 7.500 Arbiter: Van Sichem                                                          |                         |           |                                                   | Boffin, Timisela, Paauwe , De Regt, Nkume, Leemans, García García 62' ( Calabro), Auassar, Schaken, Boymans, Van Dessel 46' ( Ahahaoui ) | Isaksson, Salcido, Pieters, Maza, Manolev 72' ( Marcellis), Dzsudzsák, Simons , Koevermans, Toivonen 46' ( Amrabat ), Engelaar , Bakkal |  |
| Bijz.: Begois op basis van TV-beelden geschorst (1e wedstrijd) vanwege onbestrafte overtreding op Boutahar in de wedstrijd Willem II – VVV. |                         |           |                                                   | | |  |

Speelronde 30:
| Zaterdag 3 april 2010, 18:45 | VVV-Venlo | 0-2 (0-1) | FC Twente          | Opstelling VVV-Venlo | Opstelling FC Twente |  |
| Stadion: Seacon Stadion - De Koel -, Venlo Toeschouwers: 7.500 Arbiter: Van Egmond |           |           | 38' Nkufo 88' Ruiz | Boffin, Timisela, De Regt, Nkume, Fleuren 83' ( Dadda), Leemans , Van Dessel 68' ( Ahahaoui), Auassar, Schaken, Calabro, Boymans | Boschker, Stam, Wisgerhof, Douglas, Tiendalli, Brama, Pérez 71' ( Tioté ), Janssen, Ruiz, Nkufo 88' ( De Jong), Parker 71' ( Stoch) |  |
| Stadion: Seacon Stadion - De Koel -, Venlo Toeschouwers: 7.500 Arbiter: Van Egmond |           |           |                    | Boffin, Timisela, De Regt, Nkume, Fleuren 83' ( Dadda), Leemans , Van Dessel 68' ( Ahahaoui), Auassar, Schaken, Calabro, Boymans | Boschker, Stam, Wisgerhof, Douglas, Tiendalli, Brama, Pérez 71' ( Tioté ), Janssen, Ruiz, Nkufo 88' ( De Jong), Parker 71' ( Stoch) |  |
| Stadion: Seacon Stadion - De Koel -, Venlo Toeschouwers: 7.500 Arbiter: Van Egmond |           |           |                    | Boffin, Timisela, De Regt, Nkume, Fleuren 83' ( Dadda), Leemans , Van Dessel 68' ( Ahahaoui), Auassar, Schaken, Calabro, Boymans | Boschker, Stam, Wisgerhof, Douglas, Tiendalli, Brama, Pérez 71' ( Tioté ), Janssen, Ruiz, Nkufo 88' ( De Jong), Parker 71' ( Stoch) |  |
| Bijz.: Begois op basis van TV-beelden geschorst (2e wedstrijd) vanwege onbestrafte overtreding op Boutahar in de wedstrijd Willem II – VVV. Paauwe automatisch geschorst vanwege 9e gele kaart. |           |           |                    | | |  |

Speelronde 31:
| Zondag 11 april 2010, 14:30                                                | Ajax                                                                                        | 7-0 (5-0) | VVV-Venlo | Opstelling Ajax | Opstelling VVV-Venlo |  |
| Stadion: Amsterdam ArenA, Amsterdam Toeschouwers: 51.677 Arbiter: Makkelie | Suárez 5' Suárez 9' (pen.) Pantelić 12' Emanuelson 38' Suárez 42' Pantelić 75' Pantelić 80' |           |           | Stekelenburg, Van der Wiel, Vertonghen, Alderweireld, Emanuelson 66' ( Eriksen), De Zeeuw, Gabri, De Jong 63' ( Lodeiro), Anita, Suárez, Pantelić 81' ( Rommedahl) | Boffin, Timisela, Paauwe , De Regt, Fleuren 68' ( Nkume), Leemans 78' ( Van Dessel), Ahahaoui, Auassar, Schaken, Boymans 81' ( Calabro), Dadda |  |
| Stadion: Amsterdam ArenA, Amsterdam Toeschouwers: 51.677 Arbiter: Makkelie |                                                                                             |           |           | Stekelenburg, Van der Wiel, Vertonghen, Alderweireld, Emanuelson 66' ( Eriksen), De Zeeuw, Gabri, De Jong 63' ( Lodeiro), Anita, Suárez, Pantelić 81' ( Rommedahl) | Boffin, Timisela, Paauwe , De Regt, Fleuren 68' ( Nkume), Leemans 78' ( Van Dessel), Ahahaoui, Auassar, Schaken, Boymans 81' ( Calabro), Dadda |  |
| Stadion: Amsterdam ArenA, Amsterdam Toeschouwers: 51.677 Arbiter: Makkelie |                                                                                             |           |           | Stekelenburg, Van der Wiel, Vertonghen, Alderweireld, Emanuelson 66' ( Eriksen), De Zeeuw, Gabri, De Jong 63' ( Lodeiro), Anita, Suárez, Pantelić 81' ( Rommedahl) | Boffin, Timisela, Paauwe , De Regt, Fleuren 68' ( Nkume), Leemans 78' ( Van Dessel), Ahahaoui, Auassar, Schaken, Boymans 81' ( Calabro), Dadda |  |
|                                                                            |                                                                                             |           |           | | |  |

Speelronde 32:
| Woensdag 14 april 2010, 19:00                                                       | Roda JC                                     | 4-2 (2-2) | VVV-Venlo                   | Opstelling Roda JC | Opstelling VVV-Venlo |  |
| Stadion: Parkstad Limburg Stadion, Kerkrade Toeschouwers: 16.600 Arbiter: Braamhaar | Janssen 3' Saeijs 21' Junker 64' Skoubo 83' |           | 23' Nkume 33' García García | Castro, Saeijs, De fauw, Kruiswijk, De Jong , Delorge 46' ( Hadouir), Vormer , Janssen, Bodor 85' ( Djoum), Skoubo, Junker 89' ( Svärd) | Begois, Timisela 79' ( De Regt ), Paauwe , Verdellen , Nkume, Auassar 71' ( Leemans), García García, Van Dessel, Schaken, Boymans, Ahahaoui 38' ( Calabro) |  |
| Stadion: Parkstad Limburg Stadion, Kerkrade Toeschouwers: 16.600 Arbiter: Braamhaar |                                             |           |                             | Castro, Saeijs, De fauw, Kruiswijk, De Jong , Delorge 46' ( Hadouir), Vormer , Janssen, Bodor 85' ( Djoum), Skoubo, Junker 89' ( Svärd) | Begois, Timisela 79' ( De Regt ), Paauwe , Verdellen , Nkume, Auassar 71' ( Leemans), García García, Van Dessel, Schaken, Boymans, Ahahaoui 38' ( Calabro) |  |
| Stadion: Parkstad Limburg Stadion, Kerkrade Toeschouwers: 16.600 Arbiter: Braamhaar |                                             |           |                             | Castro, Saeijs, De fauw, Kruiswijk, De Jong , Delorge 46' ( Hadouir), Vormer , Janssen, Bodor 85' ( Djoum), Skoubo, Junker 89' ( Svärd) | Begois, Timisela 79' ( De Regt ), Paauwe , Verdellen , Nkume, Auassar 71' ( Leemans), García García, Van Dessel, Schaken, Boymans, Ahahaoui 38' ( Calabro) |  |
| Bijz.: Fleuren automatisch geschorst vanwege 5e gele kaart.                         |                                             |           |                             | | |  |

Speelronde 33:
| Zondag 18 april 2010, 14:30                                                        | VVV-Venlo               | 2-0 (1-0) | N.E.C. | Opstelling VVV-Venlo | Opstelling N.E.C. |  |
| Stadion: Seacon Stadion - De Koel -, Venlo Toeschouwers: 7.220 Arbiter: Van Sichem | Boymans 10' Boymans 61' |           |        | Boffin, Timisela, De Regt 90' ( De Regt), Paauwe , Nkume, Leemans, García García, Van Dessel 37' ( Auassar), Schaken, Boymans 69' ( Calabro), Ahahaoui | Babos, Nuytinck, Pothuizen, Van Eijden, Sibum, Sarpong, Davids, Burgzorg, Vleminckx 46' ( Ten Voorde), Goossens 73' ( Fejzullahu), Ntibazonkiza |  |
| Stadion: Seacon Stadion - De Koel -, Venlo Toeschouwers: 7.220 Arbiter: Van Sichem |                         |           |        | Boffin, Timisela, De Regt 90' ( De Regt), Paauwe , Nkume, Leemans, García García, Van Dessel 37' ( Auassar), Schaken, Boymans 69' ( Calabro), Ahahaoui | Babos, Nuytinck, Pothuizen, Van Eijden, Sibum, Sarpong, Davids, Burgzorg, Vleminckx 46' ( Ten Voorde), Goossens 73' ( Fejzullahu), Ntibazonkiza |  |
| Stadion: Seacon Stadion - De Koel -, Venlo Toeschouwers: 7.220 Arbiter: Van Sichem |                         |           |        | Boffin, Timisela, De Regt 90' ( De Regt), Paauwe , Nkume, Leemans, García García, Van Dessel 37' ( Auassar), Schaken, Boymans 69' ( Calabro), Ahahaoui | Babos, Nuytinck, Pothuizen, Van Eijden, Sibum, Sarpong, Davids, Burgzorg, Vleminckx 46' ( Ten Voorde), Goossens 73' ( Fejzullahu), Ntibazonkiza |  |
|                                                                                    |                         |           |        | | |  |

Speelronde 34:
| Zondag 2 mei 2010, 14:30                                                       | RKC Waalwijk                   | 1-2 (0-0) | VVV-Venlo               | Opstelling RKC Waalwijk | Opstelling VVV-Venlo |  |
| Stadion: Mandemakers Stadion, Waalwijk Toeschouwers: 3.780 Arbiter: Van Meenen | Benschop 50' (pen.) Mulder 50' |           | 75' Calabro 82' Boymans | Levita, D. Mulder , Van Mosselveld, H. Mulder 67' ( Varela), Colin, Gudde, Berger, Metaj, De Ceulaer, Benschop, Van Hout 57' ( Vink) | Boffin, Timisela, Paauwe , Verdellen , Nkume, Leemans, García García 66' ( Boymans), Van Dessel 70' ( Van Kouwen), Schaken , Calabro, Ahahaoui 46' ( Viana) |  |
| Stadion: Mandemakers Stadion, Waalwijk Toeschouwers: 3.780 Arbiter: Van Meenen |                                |           |                         | Levita, D. Mulder , Van Mosselveld, H. Mulder 67' ( Varela), Colin, Gudde, Berger, Metaj, De Ceulaer, Benschop, Van Hout 57' ( Vink) | Boffin, Timisela, Paauwe , Verdellen , Nkume, Leemans, García García 66' ( Boymans), Van Dessel 70' ( Van Kouwen), Schaken , Calabro, Ahahaoui 46' ( Viana) |  |
| Stadion: Mandemakers Stadion, Waalwijk Toeschouwers: 3.780 Arbiter: Van Meenen |                                |           |                         | Levita, D. Mulder , Van Mosselveld, H. Mulder 67' ( Varela), Colin, Gudde, Berger, Metaj, De Ceulaer, Benschop, Van Hout 57' ( Vink) | Boffin, Timisela, Paauwe , Verdellen , Nkume, Leemans, García García 66' ( Boymans), Van Dessel 70' ( Van Kouwen), Schaken , Calabro, Ahahaoui 46' ( Viana) |  |
|                                                                                |                                |           |                         | | |  |

### KNVB beker
Tweede ronde:
| Woensdag 23 september 2009, 20:00                                            | VVV-Venlo                       | 3-0 (1-0) | ADO Den Haag | Opstelling VVV-Venlo | Opstelling ADO Den Haag |  |
| Stadion: Seacon Stadion - De Koel -, Venlo Toeschouwers: 6.400 Arbiter: Blom | Honda 24' Honda 75' Calabro 86' |           |              | Begois, Timisela, Paauwe, Van Kouwen, Fleuren, Leemans 59' ( Takak), Honda , Auassar 66' ( Van Dessel), Schaken, Calabro , Ahahaoui 70' ( Viana) | Ditewig, Piqué, Horváth, Derijck, Buijs , Van Hese , Van den Bergh, Bosschaart, Verhoek 74' ( Cornelisse), Milić 46' ( Ignacio), Soltani 74' ( Vicento) |  |
| Stadion: Seacon Stadion - De Koel -, Venlo Toeschouwers: 6.400 Arbiter: Blom |                                 |           |              | Begois, Timisela, Paauwe, Van Kouwen, Fleuren, Leemans 59' ( Takak), Honda , Auassar 66' ( Van Dessel), Schaken, Calabro , Ahahaoui 70' ( Viana) | Ditewig, Piqué, Horváth, Derijck, Buijs , Van Hese , Van den Bergh, Bosschaart, Verhoek 74' ( Cornelisse), Milić 46' ( Ignacio), Soltani 74' ( Vicento) |  |
| Stadion: Seacon Stadion - De Koel -, Venlo Toeschouwers: 6.400 Arbiter: Blom |                                 |           |              | Begois, Timisela, Paauwe, Van Kouwen, Fleuren, Leemans 59' ( Takak), Honda , Auassar 66' ( Van Dessel), Schaken, Calabro , Ahahaoui 70' ( Viana) | Ditewig, Piqué, Horváth, Derijck, Buijs , Van Hese , Van den Bergh, Bosschaart, Verhoek 74' ( Cornelisse), Milić 46' ( Ignacio), Soltani 74' ( Vicento) |  |
| Bijz.: VVV plaatst zich voor de volgende bekerronde.                         |                                 |           |              | | |  |

Derde ronde:
| Dinsdag 27 oktober 2009, 20:00                                                                                     | Sparta                                            | 1-1 n.v. (1-1) | VVV-Venlo                                           | Opstelling Sparta | Opstelling VVV-Venlo |  |
| Stadion: Het Kasteel, Rotterdam Toeschouwers: 4.500 Arbiter: Haverkort                                             | Strootman 37' Poepon Bodul Strootman John Adeleye |                | 20' Calabro Honda Van Kouwen Paauwe Auassar Leemans | Šeliga, Boakye, Adeleye, Viergever, Slijngard , Falkenburg , Rutjes 99' ( Bodul), Strootman, Duplan 74' ( Duarte), Poepon, Denneboom 64' ( John) | Begois, De Regt , Paauwe, Verdellen, Auassar, Takak 104' ( Leemans), Van Kouwen , Van Dessel 91' ( Fleuren), Honda , Calabro 32' ( Viana), Schaken |  |
| Stadion: Het Kasteel, Rotterdam Toeschouwers: 4.500 Arbiter: Haverkort                                             |                                                   |                |                                                     | Šeliga, Boakye, Adeleye, Viergever, Slijngard , Falkenburg , Rutjes 99' ( Bodul), Strootman, Duplan 74' ( Duarte), Poepon, Denneboom 64' ( John) | Begois, De Regt , Paauwe, Verdellen, Auassar, Takak 104' ( Leemans), Van Kouwen , Van Dessel 91' ( Fleuren), Honda , Calabro 32' ( Viana), Schaken |  |
| Stadion: Het Kasteel, Rotterdam Toeschouwers: 4.500 Arbiter: Haverkort                                             |                                                   |                |                                                     | Šeliga, Boakye, Adeleye, Viergever, Slijngard , Falkenburg , Rutjes 99' ( Bodul), Strootman, Duplan 74' ( Duarte), Poepon, Denneboom 64' ( John) | Begois, De Regt , Paauwe, Verdellen, Auassar, Takak 104' ( Leemans), Van Kouwen , Van Dessel 91' ( Fleuren), Honda , Calabro 32' ( Viana), Schaken |  |
| Bijz.: Rode kaart voor VVV-trainer Van Dijk in de 78e minuut. Sparta wint na strafschoppen 5-4. VVV uitgeschakeld. |                                                   |                |                                                     | | |  |

## Oefenwedstrijden

### Voorbereiding
| Zaterdag 27 juni 2009, 16:00                                                   | VOS | 0-3 | VVV-Venlo                           | Opstelling VOS | Opstelling VVV-Venlo                                                                                        |
| Stadion: Sportpark Merelweg, Venlo Toeschouwers: 950 Arbiter: Engelen          |     |     | 6' Ahahaoui 10' Calabro 11' Calabro |                | Gentenaar, Timisela, Van Kouwen , Auassar, Fleuren, Leemans, Ahahaoui, Van Dessel, Schaken, Calabro, Ofrany |
| Stadion: Sportpark Merelweg, Venlo Toeschouwers: 950 Arbiter: Engelen          |     |     |                                     |                | Gentenaar, Timisela, Van Kouwen , Auassar, Fleuren, Leemans, Ahahaoui, Van Dessel, Schaken, Calabro, Ofrany |
| Stadion: Sportpark Merelweg, Venlo Toeschouwers: 950 Arbiter: Engelen          |     |     |                                     |                | Gentenaar, Timisela, Van Kouwen , Auassar, Fleuren, Leemans, Ahahaoui, Van Dessel, Schaken, Calabro, Ofrany |
| Bijz.: Wedstrijd al na 15 minuten spelen definitief gestaakt vanwege noodweer. |     |     |                                     |                | |

| Woensdag 1 juli 2009, 19:00                                          | VVV-Venlo                                               | 5-1 (2-0) | Team VVCS   | Opstelling VVV-Venlo | Opstelling Team VVCS |  |
| Stadion: Sportpark De Bakenbos (SC Irene), Tegelen Toeschouwers: 800 | De Regt 3' Calabro 30' Auassar 59' Kolder 64' Dadda 79' |           | 60' Musampa | Begois 46' ( Gentenaar), De Regt, Van Kouwen, Verdellen, Fleuren, Leemans 46' ( Dadda), Honda 46' ( Verbeek), Van Dessel 46' ( Auassar), Schaken 46' ( Ofrany), Calabro 46' ( Kolder), Ahahaoui | Musampa              |  |
| Stadion: Sportpark De Bakenbos (SC Irene), Tegelen Toeschouwers: 800 |                                                         |           |             | Begois 46' ( Gentenaar), De Regt, Van Kouwen, Verdellen, Fleuren, Leemans 46' ( Dadda), Honda 46' ( Verbeek), Van Dessel 46' ( Auassar), Schaken 46' ( Ofrany), Calabro 46' ( Kolder), Ahahaoui | Musampa              |  |
| Stadion: Sportpark De Bakenbos (SC Irene), Tegelen Toeschouwers: 800 |                                                         |           |             | Begois 46' ( Gentenaar), De Regt, Van Kouwen, Verdellen, Fleuren, Leemans 46' ( Dadda), Honda 46' ( Verbeek), Van Dessel 46' ( Auassar), Schaken 46' ( Ofrany), Calabro 46' ( Kolder), Ahahaoui | Musampa              |  |
|                                                                      |                                                         |           |             | |                      |  |

| Vrijdag 3 juli 2009, 19:00                                                            | SV Panningen | 0-12 (0-7) | VVV-Venlo | Opstelling SV Panningen | Opstelling VVV-Venlo |  |
| Stadion: Sportpark Panningen-Noord, Panningen Toeschouwers: 1.300 Arbiter: W. Janssen |              |            | 2' Kolder 5' Kolder 9' Ahahaoui 18' Honda 25' Kolder 31' Ahahaoui 39' Schaken 43' (pen.) Kolder 60' Calabro 69' Calabro 79' (e.d.) K. Janssen 81' Ofrany 84' Calabro | J. Peters 80' ( Wijnands), B. Leenders 80' ( Rik Janssen), Ronald Leenders 20' ( R. Peters), Peeters, Van den Beucken 80' ( Ruud Janssen), J. Rutten 80' ( Stevens), Schijven, Crommentuijn 70' ( Giesen), Van der Krap 46' ( Ebisch), Ramon Leenders 46' ( K. Janssen), Tulmans 30' ( N. Rutten 80' ( Op 't Veld)) | Begois 46' ( Böhm), Verdellen, Van Kouwen, Auassar, Fleuren, Leemans, Honda , Van Dessel 46' ( Verbeek), Schaken 46' ( Ofrany), Kolder 46' ( Calabro), Ahahaoui 46' ( Dadda) |  |
| Stadion: Sportpark Panningen-Noord, Panningen Toeschouwers: 1.300 Arbiter: W. Janssen |              |            | | J. Peters 80' ( Wijnands), B. Leenders 80' ( Rik Janssen), Ronald Leenders 20' ( R. Peters), Peeters, Van den Beucken 80' ( Ruud Janssen), J. Rutten 80' ( Stevens), Schijven, Crommentuijn 70' ( Giesen), Van der Krap 46' ( Ebisch), Ramon Leenders 46' ( K. Janssen), Tulmans 30' ( N. Rutten 80' ( Op 't Veld)) | Begois 46' ( Böhm), Verdellen, Van Kouwen, Auassar, Fleuren, Leemans, Honda , Van Dessel 46' ( Verbeek), Schaken 46' ( Ofrany), Kolder 46' ( Calabro), Ahahaoui 46' ( Dadda) |  |
| Stadion: Sportpark Panningen-Noord, Panningen Toeschouwers: 1.300 Arbiter: W. Janssen |              |            | | J. Peters 80' ( Wijnands), B. Leenders 80' ( Rik Janssen), Ronald Leenders 20' ( R. Peters), Peeters, Van den Beucken 80' ( Ruud Janssen), J. Rutten 80' ( Stevens), Schijven, Crommentuijn 70' ( Giesen), Van der Krap 46' ( Ebisch), Ramon Leenders 46' ( K. Janssen), Tulmans 30' ( N. Rutten 80' ( Op 't Veld)) | Begois 46' ( Böhm), Verdellen, Van Kouwen, Auassar, Fleuren, Leemans, Honda , Van Dessel 46' ( Verbeek), Schaken 46' ( Ofrany), Kolder 46' ( Calabro), Ahahaoui 46' ( Dadda) |  |
|                                                                                       |              |            | | | |  |

| Woensdag 8 juli 2009, 19:00                                                 | SV Venray  | 1-4 (1-1) | VVV-Venlo                                   | Opstelling SV Venray | Opstelling VVV-Venlo |  |
| Stadion: Sportpark De Wieën, Venray Toeschouwers: 1.071 Arbiter: V. Peeters | Thoone 17' |           | 24' Dadda 50' Honda 63' Calabro 87' Calabro | Thoone               | Begois 46' ( Gentenaar), De Regt 46' ( Timisela), Verdellen 81' ( Tissen), Van Kouwen , Auassar 81' ( Kruijsen), Ahahaoui 46' ( Leemans), Verbeek 46' ( Honda), Van Dessel 46' ( Fleuren), Ofrany, Kolder 46' ( Calabro), Dadda |  |
| Stadion: Sportpark De Wieën, Venray Toeschouwers: 1.071 Arbiter: V. Peeters |            |           |                                             | Thoone               | Begois 46' ( Gentenaar), De Regt 46' ( Timisela), Verdellen 81' ( Tissen), Van Kouwen , Auassar 81' ( Kruijsen), Ahahaoui 46' ( Leemans), Verbeek 46' ( Honda), Van Dessel 46' ( Fleuren), Ofrany, Kolder 46' ( Calabro), Dadda |  |
| Stadion: Sportpark De Wieën, Venray Toeschouwers: 1.071 Arbiter: V. Peeters |            |           |                                             | Thoone               | Begois 46' ( Gentenaar), De Regt 46' ( Timisela), Verdellen 81' ( Tissen), Van Kouwen , Auassar 81' ( Kruijsen), Ahahaoui 46' ( Leemans), Verbeek 46' ( Honda), Van Dessel 46' ( Fleuren), Ofrany, Kolder 46' ( Calabro), Dadda |  |
|                                                                             |            |           |                                             |                      | |  |

| Zaterdag 11 juli 2009, 16:00                                                                        | VVV-Venlo                                          | 2-2 (1-0) | Feyenoord                                    | Opstelling VVV-Venlo | Opstelling Feyenoord |  |
| Stadion: Seacon Stadion - De Koel -, Venlo Toeschouwers: 5.850 Arbiter: Liesveld                    | Honda 42' Honda 83' Honda Kolder Paauwe Van Dessel |           | 57' Fer 58' Bruins Wijnaldum Hofland Leerdam | Gentenaar, Timisela 76' ( De Regt), Van Kouwen 81' ( Paauwe), Verdellen 46' ( Drost), Fleuren, Leemans, Honda , Auassar 80' ( Van Dessel), Schaken 76' ( Dadda), Calabro 80' ( Kolder), Ahahaoui 89' ( Ofrany) | Darley, Dani, Bahia, Hofland, De Cler 46' ( Fer), Landzaat 71' ( Leerdam), Bruins, Van Bronckhorst , Slory 46' ( Wijnaldum), Makaay 46' ( Cissé), Biseswar |  |
| Stadion: Seacon Stadion - De Koel -, Venlo Toeschouwers: 5.850 Arbiter: Liesveld                    |                                                    |           |                                              | Gentenaar, Timisela 76' ( De Regt), Van Kouwen 81' ( Paauwe), Verdellen 46' ( Drost), Fleuren, Leemans, Honda , Auassar 80' ( Van Dessel), Schaken 76' ( Dadda), Calabro 80' ( Kolder), Ahahaoui 89' ( Ofrany) | Darley, Dani, Bahia, Hofland, De Cler 46' ( Fer), Landzaat 71' ( Leerdam), Bruins, Van Bronckhorst , Slory 46' ( Wijnaldum), Makaay 46' ( Cissé), Biseswar |  |
| Stadion: Seacon Stadion - De Koel -, Venlo Toeschouwers: 5.850 Arbiter: Liesveld                    |                                                    |           |                                              | Gentenaar, Timisela 76' ( De Regt), Van Kouwen 81' ( Paauwe), Verdellen 46' ( Drost), Fleuren, Leemans, Honda , Auassar 80' ( Van Dessel), Schaken 76' ( Dadda), Calabro 80' ( Kolder), Ahahaoui 89' ( Ofrany) | Darley, Dani, Bahia, Hofland, De Cler 46' ( Fer), Landzaat 71' ( Leerdam), Bruins, Van Bronckhorst , Slory 46' ( Wijnaldum), Makaay 46' ( Cissé), Biseswar |  |
| Bijz.: 6e editie Herman Teeuwen Memorial. VVV wint na strafschoppen 4-1. Drost speelt op proef mee. |                                                    |           |                                              | | |  |

| Vrijdag 17 juli 2009, 19:00                               | Bieslo | 0-14 (0-7) | VVV-Venlo | Opstelling Bieslo | Opstelling VVV-Venlo |
| Stadion: Sportpark De Solberg, Beesel Toeschouwers: 800   |        |            | 8' Kolder 20' Uchebo 24' Uchebo 30' Kolder 38' Kolder 41' Takak 45' Verbeek 59' Uchebo 66' Dadda 69' Ofrany 75' Gerdes 81' Dadda 84' Verbeek 88' Gerdes |                   | Böhm, De Regt, Drost, Nkume 65' ( Tielen), Tissen, Verbeek, Takak, Van Dessel 65' ( Dastgir), Uchebo 65' ( Gerdes), Kolder 58' ( Ofrany), Dadda |
| Stadion: Sportpark De Solberg, Beesel Toeschouwers: 800   |        |            | |                   | Böhm, De Regt, Drost, Nkume 65' ( Tielen), Tissen, Verbeek, Takak, Van Dessel 65' ( Dastgir), Uchebo 65' ( Gerdes), Kolder 58' ( Ofrany), Dadda |
| Stadion: Sportpark De Solberg, Beesel Toeschouwers: 800   |        |            | |                   | Böhm, De Regt, Drost, Nkume 65' ( Tielen), Tissen, Verbeek, Takak, Van Dessel 65' ( Dastgir), Uchebo 65' ( Gerdes), Kolder 58' ( Ofrany), Dadda |
| Bijz.: Drost, Takak, Uchebo en Nkume spelen op proef mee. |        |            | |                   | |

| Zaterdag 18 juli 2009, 18:00                                                               | VVV-Venlo               | 2-1 (0-0) | KRC Genk  | Opstelling VVV-Venlo | Opstelling KRC Genk |  |
| Stadion: Sportpark De Bakenbos (SC Irene), Tegelen Toeschouwers: 1.800 Arbiter: Van Sichem | Calabro 59' Schaken 68' |           | 55' Pudil | Gentenaar, Timisela 68' ( Drost), Van Kouwen 62' ( Nkume), Verdellen, Fleuren , Leemans, Honda , Auassar 70' ( Van Dessel), Schaken, Calabro 62' ( Uchebo), Ahahaoui 70' ( Viana) | Verhulst, Cornelis, João Carlos, Janssen 62' ( Tóth), Ngcongca 71' ( Durwael), Hubert 71' ( Matoukou), Tőzsér, Pudil 77' ( Daeseleire), Bakx 62' ( Demarteau), Huysegems 62' ( De Bruyne ), Camus |  |
| Stadion: Sportpark De Bakenbos (SC Irene), Tegelen Toeschouwers: 1.800 Arbiter: Van Sichem |                         |           |           | Gentenaar, Timisela 68' ( Drost), Van Kouwen 62' ( Nkume), Verdellen, Fleuren , Leemans, Honda , Auassar 70' ( Van Dessel), Schaken, Calabro 62' ( Uchebo), Ahahaoui 70' ( Viana) | Verhulst, Cornelis, João Carlos, Janssen 62' ( Tóth), Ngcongca 71' ( Durwael), Hubert 71' ( Matoukou), Tőzsér, Pudil 77' ( Daeseleire), Bakx 62' ( Demarteau), Huysegems 62' ( De Bruyne ), Camus |  |
| Stadion: Sportpark De Bakenbos (SC Irene), Tegelen Toeschouwers: 1.800 Arbiter: Van Sichem |                         |           |           | Gentenaar, Timisela 68' ( Drost), Van Kouwen 62' ( Nkume), Verdellen, Fleuren , Leemans, Honda , Auassar 70' ( Van Dessel), Schaken, Calabro 62' ( Uchebo), Ahahaoui 70' ( Viana) | Verhulst, Cornelis, João Carlos, Janssen 62' ( Tóth), Ngcongca 71' ( Durwael), Hubert 71' ( Matoukou), Tőzsér, Pudil 77' ( Daeseleire), Bakx 62' ( Demarteau), Huysegems 62' ( De Bruyne ), Camus |  |
| Bijz.: Drost, Uchebo en Nkume spelen op proef mee.                                         |                         |           |           | | |  |

| Woensdag 22 juli 2009, 19:00                                            | VVV-Venlo                | 2-1 (1-1) | FC Oss                | Opstelling VVV-Venlo | Opstelling FC Oss |  |
| Stadion: Sportpark Hagerhof, Venlo Toeschouwers: 900 Arbiter: Gözübüyük | Dadda 17' Van Dessel 77' |           | 24' (e.d.) Van Dessel | Begois, De Regt, Drost, Nkume, Tissen 84' ( Tielen), Verbeek 46' ( Ofrany), Takak 71' ( Dastgir), Van Dessel , Uchebo, Kolder 78' ( Gerdes), Dadda | De Vogt, S. Güvenç 46' ( Ebergen 60' ( Kolf), Galatà 81' ( Geurts), Jacobs, Van de Sande, E. Güvenç, Schoofs, Zafarin, Scholten 46' ( Thijssen), Fachtali 70' ( Djollo), Moutawakil |  |
| Stadion: Sportpark Hagerhof, Venlo Toeschouwers: 900 Arbiter: Gözübüyük |                          |           |                       | Begois, De Regt, Drost, Nkume, Tissen 84' ( Tielen), Verbeek 46' ( Ofrany), Takak 71' ( Dastgir), Van Dessel , Uchebo, Kolder 78' ( Gerdes), Dadda | De Vogt, S. Güvenç 46' ( Ebergen 60' ( Kolf), Galatà 81' ( Geurts), Jacobs, Van de Sande, E. Güvenç, Schoofs, Zafarin, Scholten 46' ( Thijssen), Fachtali 70' ( Djollo), Moutawakil |  |
| Stadion: Sportpark Hagerhof, Venlo Toeschouwers: 900 Arbiter: Gözübüyük |                          |           |                       | Begois, De Regt, Drost, Nkume, Tissen 84' ( Tielen), Verbeek 46' ( Ofrany), Takak 71' ( Dastgir), Van Dessel , Uchebo, Kolder 78' ( Gerdes), Dadda | De Vogt, S. Güvenç 46' ( Ebergen 60' ( Kolf), Galatà 81' ( Geurts), Jacobs, Van de Sande, E. Güvenç, Schoofs, Zafarin, Scholten 46' ( Thijssen), Fachtali 70' ( Djollo), Moutawakil |  |
| Bijz.: Drost, Takak, Uchebo en Nkume spelen op proef mee.               |                          |           |                       | | |  |

| Zaterdag 25 juli 2009, 18:00                                              | Helmond Sport | 1-1 (1-1) | VVV-Venlo | Opstelling Helmond Sport | Opstelling VVV-Venlo |  |
| Stadion: Stadion De Braak, Helmond Toeschouwers: 1.200 Arbiter: Haverkort | Andrade 6'    |           | 15' Honda | Van Westerop, Van der Sluijs , Joppen, J. Veldmate, Winkens, Kazlauskas, M. Veldmate 62' ( Habraken), Guijo-Velasco , Höcher 76' ( Siahaija), Voskamp 84' ( Van de Gevel), Andrade RESERVEBANK: Uchebo en Nkume spelen op proef mee. | Gentenaar, Timisela, Paauwe 68' ( Drost), Verdellen 46' ( Van Kouwen), Fleuren 80' ( Nkume), Leemans, Honda , Auassar 72' ( Van Dessel), Schaken 57' ( Viana), Calabro, Ahahaoui 72' ( Uchebo) |  |
| Stadion: Stadion De Braak, Helmond Toeschouwers: 1.200 Arbiter: Haverkort |               |           |           | Van Westerop, Van der Sluijs , Joppen, J. Veldmate, Winkens, Kazlauskas, M. Veldmate 62' ( Habraken), Guijo-Velasco , Höcher 76' ( Siahaija), Voskamp 84' ( Van de Gevel), Andrade RESERVEBANK: Uchebo en Nkume spelen op proef mee. | Gentenaar, Timisela, Paauwe 68' ( Drost), Verdellen 46' ( Van Kouwen), Fleuren 80' ( Nkume), Leemans, Honda , Auassar 72' ( Van Dessel), Schaken 57' ( Viana), Calabro, Ahahaoui 72' ( Uchebo) |  |
| Stadion: Stadion De Braak, Helmond Toeschouwers: 1.200 Arbiter: Haverkort |               |           |           | Van Westerop, Van der Sluijs , Joppen, J. Veldmate, Winkens, Kazlauskas, M. Veldmate 62' ( Habraken), Guijo-Velasco , Höcher 76' ( Siahaija), Voskamp 84' ( Van de Gevel), Andrade RESERVEBANK: Uchebo en Nkume spelen op proef mee. | Gentenaar, Timisela, Paauwe 68' ( Drost), Verdellen 46' ( Van Kouwen), Fleuren 80' ( Nkume), Leemans, Honda , Auassar 72' ( Van Dessel), Schaken 57' ( Viana), Calabro, Ahahaoui 72' ( Uchebo) |  |
|                                                                           |               |           |           | | |  |

### Tijdens het seizoen
| Vrijdag 9 oktober 2009, 14:30                                               | VVV-Venlo | 0-1 (0-1) | KVC Westerlo | Opstelling VVV-Venlo | Opstelling KVC Westerlo |  |
| Stadion: Seacon Stadion - De Koel -, Venlo Toeschouwers: 650 Arbiter: Cairo |           |           | 42' Dekelver | Böhm, Timisela 46' ( Paauwe), Verdellen , Drost, Janssen 71' ( Fleuren), Verbeek, Takak, Kruijsen 55' ( Auassar), Viana 71' ( Schaken), Ahahaoui 46' ( Stevens), Dadda | Deelkens, Cools, Christiaens, Van Kerckhoven 46' ( Eren), Quina, Modubi 58' ( Annab), Sarki, Scheelen, Van Asten 69' ( Şahin), Dekelver 55' ( Molenberghs), Tomou |  |
| Stadion: Seacon Stadion - De Koel -, Venlo Toeschouwers: 650 Arbiter: Cairo |           |           |              | Böhm, Timisela 46' ( Paauwe), Verdellen , Drost, Janssen 71' ( Fleuren), Verbeek, Takak, Kruijsen 55' ( Auassar), Viana 71' ( Schaken), Ahahaoui 46' ( Stevens), Dadda | Deelkens, Cools, Christiaens, Van Kerckhoven 46' ( Eren), Quina, Modubi 58' ( Annab), Sarki, Scheelen, Van Asten 69' ( Şahin), Dekelver 55' ( Molenberghs), Tomou |  |
| Stadion: Seacon Stadion - De Koel -, Venlo Toeschouwers: 650 Arbiter: Cairo |           |           |              | Böhm, Timisela 46' ( Paauwe), Verdellen , Drost, Janssen 71' ( Fleuren), Verbeek, Takak, Kruijsen 55' ( Auassar), Viana 71' ( Schaken), Ahahaoui 46' ( Stevens), Dadda | Deelkens, Cools, Christiaens, Van Kerckhoven 46' ( Eren), Quina, Modubi 58' ( Annab), Sarki, Scheelen, Van Asten 69' ( Şahin), Dekelver 55' ( Molenberghs), Tomou |  |
|                                                                             |           |           |              | | |  |

| Maandag 11 januari 2010, 14:00                        | MVV                                            | 4-3 (1-3) | VVV-Venlo                                  | Opstelling MVV | Opstelling VVV-Venlo |  |
| Stadion: World of Wonders Football Center, Antalya () | Van Hyfte 35' Gomez 52' Linssen 67' Esajas 73' |           | 3' Van Kouwen 25' García García 43' Uchebo | Ünlü, Castellana 60' ( Bryssinck), Haastrup 62' ( Kulga), Ritzen, Koubali, Esajas 75' ( Smeets), Daemen, Van Hyfte 88' ( Wang), Brüls 81' ( Bah), Gomez, Olsen 43' ( Linssen) | Begois, De Regt 46' ( Timisela), Paauwe 46' ( Fleuren), Yoshida 7' ( Verdellen), Nkume , Van Kouwen 46' ( Leemans), García García 46' ( Radulović ), Auassar 46' ( Takak), Schaken 46' ( Dadda), Calabro 46' ( Ahahaoui), Uchebo |  |
| Stadion: World of Wonders Football Center, Antalya () |                                                |           |                                            | Ünlü, Castellana 60' ( Bryssinck), Haastrup 62' ( Kulga), Ritzen, Koubali, Esajas 75' ( Smeets), Daemen, Van Hyfte 88' ( Wang), Brüls 81' ( Bah), Gomez, Olsen 43' ( Linssen) | Begois, De Regt 46' ( Timisela), Paauwe 46' ( Fleuren), Yoshida 7' ( Verdellen), Nkume , Van Kouwen 46' ( Leemans), García García 46' ( Radulović ), Auassar 46' ( Takak), Schaken 46' ( Dadda), Calabro 46' ( Ahahaoui), Uchebo |  |
| Stadion: World of Wonders Football Center, Antalya () |                                                |           |                                            | Ünlü, Castellana 60' ( Bryssinck), Haastrup 62' ( Kulga), Ritzen, Koubali, Esajas 75' ( Smeets), Daemen, Van Hyfte 88' ( Wang), Brüls 81' ( Bah), Gomez, Olsen 43' ( Linssen) | Begois, De Regt 46' ( Timisela), Paauwe 46' ( Fleuren), Yoshida 7' ( Verdellen), Nkume , Van Kouwen 46' ( Leemans), García García 46' ( Radulović ), Auassar 46' ( Takak), Schaken 46' ( Dadda), Calabro 46' ( Ahahaoui), Uchebo |  |
| Bijz.: Radulović speelt op proef mee.                 |                                                |           |                                            | | |  |

| Donderdag 14 januari 2010, 15:00                                           | RKC Waalwijk | 1-2 (0-1) | VVV-Venlo              | Opstelling RKC Waalwijk              | Opstelling VVV-Venlo |  |
| Stadion: Arcadia Sport Resort, Belek () Toeschouwers: 40 Arbiter: Oygun () | Benschop 90' |           | 3' Schaken 81' Schaken | Levita, Benschop, Benson, Idabdelhay | Begois, Timisela 69' ( De Regt), Paauwe , Verdellen 65' ( Van Dessel), Fleuren 79' ( Nkume), Van Kouwen 82' ( Leemans ), García García 65' ( Radulović), Auassar 69' ( Takak), Schaken, Uchebo 82' ( Dadda), Ahahaoui |  |
| Stadion: Arcadia Sport Resort, Belek () Toeschouwers: 40 Arbiter: Oygun () |              |           |                        | Levita, Benschop, Benson, Idabdelhay | Begois, Timisela 69' ( De Regt), Paauwe , Verdellen 65' ( Van Dessel), Fleuren 79' ( Nkume), Van Kouwen 82' ( Leemans ), García García 65' ( Radulović), Auassar 69' ( Takak), Schaken, Uchebo 82' ( Dadda), Ahahaoui |  |
| Stadion: Arcadia Sport Resort, Belek () Toeschouwers: 40 Arbiter: Oygun () |              |           |                        | Levita, Benschop, Benson, Idabdelhay | Begois, Timisela 69' ( De Regt), Paauwe , Verdellen 65' ( Van Dessel), Fleuren 79' ( Nkume), Van Kouwen 82' ( Leemans ), García García 65' ( Radulović), Auassar 69' ( Takak), Schaken, Uchebo 82' ( Dadda), Ahahaoui |  |
| Bijz.: Radulović speelt op proef mee.                                      |              |           |                        |                                      | |  |

| Vrijdag 23 april 2010, 14:30                                                                            | PSV                                | 3-0 (0-0) | VVV-Venlo | Opstelling PSV | Opstelling VVV-Venlo |  |
| Stadion: Philips Stadion, Eindhoven Toeschouwers: 0 (niet toegankelijk voor publiek) Arbiter: Gözübüyük | Amrabat 25' Ooijer 44' Amrabat 53' |           |           | Isaksson 46' ( Ramos), Manolev 60' ( Marcellis), Ooijer 60' ( Salcido), Maza 60' ( Vuković), Pieters 60' ( Olfers), Ojo 60' ( Dzsudzsák), Engelaar 46' ( Simons), Bakkal, Amrabat 60' ( Van der Meijde), Toivonen, Afellay 60' ( Labyad) | Secco, Timisela 66' ( Drost), Paauwe 46' ( Verdellen), Van Kouwen 46' ( De Regt), Nkume, Leemans, García García 46' ( Calabro), Auassar 46' ( Fleuren), Schaken, Boymans 55' ( Dadda), Ahahaoui |  |
| Stadion: Philips Stadion, Eindhoven Toeschouwers: 0 (niet toegankelijk voor publiek) Arbiter: Gözübüyük |                                    |           |           | Isaksson 46' ( Ramos), Manolev 60' ( Marcellis), Ooijer 60' ( Salcido), Maza 60' ( Vuković), Pieters 60' ( Olfers), Ojo 60' ( Dzsudzsák), Engelaar 46' ( Simons), Bakkal, Amrabat 60' ( Van der Meijde), Toivonen, Afellay 60' ( Labyad) | Secco, Timisela 66' ( Drost), Paauwe 46' ( Verdellen), Van Kouwen 46' ( De Regt), Nkume, Leemans, García García 46' ( Calabro), Auassar 46' ( Fleuren), Schaken, Boymans 55' ( Dadda), Ahahaoui |  |
| Stadion: Philips Stadion, Eindhoven Toeschouwers: 0 (niet toegankelijk voor publiek) Arbiter: Gözübüyük |                                    |           |           | Isaksson 46' ( Ramos), Manolev 60' ( Marcellis), Ooijer 60' ( Salcido), Maza 60' ( Vuković), Pieters 60' ( Olfers), Ojo 60' ( Dzsudzsák), Engelaar 46' ( Simons), Bakkal, Amrabat 60' ( Van der Meijde), Toivonen, Afellay 60' ( Labyad) | Secco, Timisela 66' ( Drost), Paauwe 46' ( Verdellen), Van Kouwen 46' ( De Regt), Nkume, Leemans, García García 46' ( Calabro), Auassar 46' ( Fleuren), Schaken, Boymans 55' ( Dadda), Ahahaoui |  |
| Bijz.: Secco speelt op proef mee.                                                                       |                                    |           |           | | |  |

| Zaterdag 8 mei 2010, 17:00 | SV Deurne               | 2-2 (2-2) | VVV-Venlo          | Opstelling SV Deurne               | Opstelling VVV-Venlo |  |
| Stadion: Sportpark De Kranenmortel, Deurne                                                                                     | Tulmans 12' Tulmans 27' |           | 7' Nkume 30' Dadda | Verbeek , Van den Heuvel , Tulmans | Boffin, Timisela, De Regt 46' ( Verdellen), Paauwe 62' ( Janssen), Fleuren, Leemans 46' ( Drost), Van Kouwen, Nkume, Schaken 38' 46' ( García García), Ahahaoui 46' ( Gerdes), Dadda 46' ( Auassar) |  |
| Stadion: Sportpark De Kranenmortel, Deurne                                                                                     |                         |           |                    | Verbeek , Van den Heuvel , Tulmans | Boffin, Timisela, De Regt 46' ( Verdellen), Paauwe 62' ( Janssen), Fleuren, Leemans 46' ( Drost), Van Kouwen, Nkume, Schaken 38' 46' ( García García), Ahahaoui 46' ( Gerdes), Dadda 46' ( Auassar) |  |
| Stadion: Sportpark De Kranenmortel, Deurne                                                                                     |                         |           |                    | Verbeek , Van den Heuvel , Tulmans | Boffin, Timisela, De Regt 46' ( Verdellen), Paauwe 62' ( Janssen), Fleuren, Leemans 46' ( Drost), Van Kouwen, Nkume, Schaken 38' 46' ( García García), Ahahaoui 46' ( Gerdes), Dadda 46' ( Auassar) |  |
| Bijz.: Rode kaart voor Schaken na overleg tussen beide clubs tijdens de rust door de scheidsrechter omgezet in een gele kaart. |                         |           |                    |                                    | |  |

### Eindstand
| №  | Club             | WG | W  | G  | V  | DV  | DT | +/– | Punten |
| -- | ---------------- | -- | -- | -- | -- | --- | -- | --- | ------ |
|    | FC Twente        | 34 | 27 | 5  | 2  | 63  | 23 | +40 | 86     |
| 2  | Ajax             | 34 | 27 | 4  | 3  | 106 | 20 | +86 | 85     |
| 3  | PSV              | 34 | 23 | 9  | 2  | 72  | 29 | +43 | 78     |
| 4  | Feyenoord        | 34 | 17 | 12 | 5  | 54  | 31 | +23 | 63     |
| 5  | AZ Alkmaar       | 34 | 19 | 5  | 10 | 64  | 34 | +30 | 62     |
| 6  | Heracles Almelo  | 34 | 17 | 5  | 12 | 54  | 49 | +5  | 56     |
| 7  | FC Utrecht       | 34 | 14 | 11 | 9  | 39  | 33 | +6  | 53     |
| 8  | FC Groningen     | 34 | 14 | 7  | 13 | 48  | 47 | +1  | 49     |
| 9  | Roda JC          | 34 | 14 | 5  | 15 | 56  | 60 | –4  | 47     |
| 10 | NAC Breda        | 34 | 12 | 10 | 12 | 42  | 49 | –7  | 46     |
| 11 | sc Heerenveen    | 34 | 11 | 4  | 19 | 44  | 64 | –20 | 37     |
| 12 | VVV-Venlo        | 34 | 8  | 11 | 15 | 43  | 57 | –14 | 35     |
| 13 | NEC Nijmegen     | 34 | 8  | 9  | 17 | 35  | 59 | –24 | 33     |
| 14 | Vitesse          | 34 | 8  | 8  | 18 | 38  | 62 | –24 | 32     |
| 15 | ADO Den Haag     | 34 | 7  | 9  | 18 | 38  | 59 | –21 | 30     |
| 16 | Sparta Rotterdam | 34 | 6  | 8  | 20 | 30  | 66 | –36 | 26     |
| 17 | Willem II        | 34 | 7  | 2  | 25 | 36  | 70 | –34 | 23     |
| 18 | RKC Waalwijk     | 34 | 5  | 0  | 29 | 30  | 80 | –50 | 15     |

## Statistieken
Legenda
- W Wedstrijden
- Doelpunt
- Gele kaart
- 2× gele kaart in 1 wedstrijd
- Rode kaart

| Nat.               | Spelersnaam           | Eredivisie | Eredivisie | Eredivisie | Eredivisie | Eredivisie |  | KNVB beker | KNVB beker | KNVB beker | KNVB beker | KNVB beker |  | Play-offs | Play-offs | Play-offs | Play-offs | Play-offs |  | Totaal | Totaal | Totaal | Totaal | Totaal |
| ------------------ | --------------------- | ---------- | ---------- | ---------- | ---------- | ---------- |  | ---------- | ---------- | ---------- | ---------- | ---------- |  | --------- | --------- | --------- | --------- | --------- |  | ------ | ------ | ------ | ------ | ------ |
| Nat.               | Spelersnaam           | W          |            |            |            |            |  | W          |            |            |            |            |  | W         |           |           |           |           |  | W      |        |        |        |        |
| Keepers            |                       |            |            |            |            |            |  |            |            |            |            |            |  |           |           |           |           |           |  |        |        |        |        |        |
| Vlag van België    | Kevin Begois          | 20         | 0          | 0          | 0          | 0          |  | 2          | 0          | 0          | 0          | 0          |  | 0         | 0         | 0         | 0         | 0         |  | 22     | 0      | 0      | 0      | 0      |
| Vlag van België    | Ruud Boffin           | 5          | 0          | 0          | 0          | 0          |  | 0          | 0          | 0          | 0          | 0          |  | 0         | 0         | 0         | 0         | 0         |  | 5      | 0      | 0      | 0      | 0      |
| Vlag van Duitsland | Robert Böhm           | 3          | 0          | 0          | 0          | 0          |  | 0          | 0          | 0          | 0          | 0          |  | 0         | 0         | 0         | 0         | 0         |  | 3      | 0      | 0      | 0      | 0      |
| Vlag van Nederland | Delano van Crooij     | 0          | 0          | 0          | 0          | 0          |  | 0          | 0          | 0          | 0          | 0          |  | 0         | 0         | 0         | 0         | 0         |  | 0      | 0      | 0      | 0      | 0      |
| Vlag van Nederland | Dennis Gentenaar      | 7          | 0          | 0          | 0          | 0          |  | 0          | 0          | 0          | 0          | 0          |  | 0         | 0         | 0         | 0         | 0         |  | 7      | 0      | 0      | 0      | 0      |
| Vlag van Nederland | Rob Kuijpers          | 0          | 0          | 0          | 0          | 0          |  | 0          | 0          | 0          | 0          | 0          |  | 0         | 0         | 0         | 0         | 0         |  | 0      | 0      | 0      | 0      | 0      |
| Verdediging        |                       |            |            |            |            |            |  |            |            |            |            |            |  |           |           |           |           |           |  |        |        |        |        |        |
| Vlag van Nederland | Henrico Drost         | 1          | 0          | 1          | 0          | 0          |  | 0          | 0          | 0          | 0          | 0          |  | 0         | 0         | 0         | 0         | 0         |  | 1      | 0      | 1      | 0      | 0      |
| Vlag van Nigeria   | Alex Nkume            | 8          | 1          | 1          | 0          | 0          |  | 0          | 0          | 0          | 0          | 0          |  | 0         | 0         | 0         | 0         | 0         |  | 8      | 1      | 1      | 0      | 0      |
| Vlag van Nederland | Niels Fleuren         | 27         | 0          | 5          | 0          | 0          |  | 2          | 0          | 0          | 0          | 0          |  | 0         | 0         | 0         | 0         | 0         |  | 29     | 0      | 5      | 0      | 0      |
| Vlag van Nederland | Roel Janssen          | 0          | 0          | 0          | 0          | 0          |  | 0          | 0          | 0          | 0          | 0          |  | 0         | 0         | 0         | 0         | 0         |  | 0      | 0      | 0      | 0      | 0      |
| Vlag van Nederland | Frank van Kouwen      | 22         | 1          | 3          | 0          | 0          |  | 2          | 0          | 1          | 0          | 0          |  | 0         | 0         | 0         | 0         | 0         |  | 24     | 1      | 4      | 0      | 0      |
| Vlag van Nederland | Patrick Paauwe        | 31         | 1          | 9          | 0          | 0          |  | 2          | 0          | 0          | 0          | 0          |  | 0         | 0         | 0         | 0         | 0         |  | 32     | 1      | 9      | 0      | 0      |
| Vlag van Nederland | Ferry de Regt         | 21         | 2          | 2          | 0          | 0          |  | 1          | 0          | 1          | 0          | 0          |  | 0         | 0         | 0         | 0         | 0         |  | 22     | 2      | 3      | 0      | 0      |
| Vlag van Nederland | Michael Timisela      | 26         | 1          | 5          | 0          | 0          |  | 1          | 0          | 0          | 0          | 0          |  | 0         | 0         | 0         | 0         | 0         |  | 27     | 1      | 5      | 0      | 0      |
| Vlag van Nederland | Sjors Verdellen       | 15         | 0          | 3          | 0          | 1          |  | 0          | 0          | 0          | 0          | 0          |  | 0         | 0         | 0         | 0         | 0         |  | 15     | 0      | 3      | 0      | 1      |
| Vlag van Japan     | Maya Yoshida          | 0          | 0          | 0          | 0          | 0          |  | 0          | 0          | 0          | 0          | 0          |  | 0         | 0         | 0         | 0         | 0         |  | 0      | 0      | 0      | 0      | 0      |
| Middenveld         |                       |            |            |            |            |            |  |            |            |            |            |            |  |           |           |           |           |           |  |        |        |        |        |        |
| Vlag van Nederland | Adil Auassar          | 33         | 4          | 1          | 0          | 0          |  | 2          | 0          | 1          | 0          | 0          |  | 0         | 0         | 0         | 0         | 0         |  | 35     | 4      | 2      | 0      | 0      |
| Vlag van België    | Kevin van Dessel      | 28         | 1          | 0          | 0          | 0          |  | 2          | 0          | 0          | 0          | 0          |  | 0         | 0         | 0         | 0         | 0         |  | 30     | 1      | 0      | 0      | 0      |
| Vlag van Spanje    | Gonzalo García García | 13         | 3          | 1          | 0          | 0          |  | 0          | 0          | 0          | 0          | 0          |  | 0         | 0         | 0         | 0         | 0         |  | 13     | 3      | 1      | 0      | 0      |
| Vlag van Japan     | Keisuke Honda         | 18         | 6          | 1          | 0          | 0          |  | 2          | 2          | 0          | 0          | 0          |  | 0         | 0         | 0         | 0         | 0         |  | 20     | 8      | 1      | 0      | 0      |
| Vlag van Nederland | Quin Kruijsen         | 0          | 0          | 0          | 0          | 0          |  | 0          | 0          | 0          | 0          | 0          |  | 0         | 0         | 0         | 0         | 0         |  | 0      | 0      | 0      | 0      | 0      |
| Vlag van België    | Ken Leemans           | 31         | 2          | 9          | 0          | 0          |  | 2          | 0          | 0          | 0          | 0          |  | 0         | 0         | 0         | 0         | 0         |  | 33     | 2      | 9      | 0      | 0      |
| Vlag van Nederland | Jasar Takak           | 7          | 0          | 0          | 0          | 0          |  | 2          | 0          | 0          | 0          | 0          |  | 0         | 0         | 0         | 0         | 0         |  | 9      | 0      | 0      | 0      | 0      |
| Aanval             |                       |            |            |            |            |            |  |            |            |            |            |            |  |           |           |           |           |           |  |        |        |        |        |        |
| Vlag van Nederland | Achmed Ahahaoui       | 34         | 3          | 3          | 0          | 0          |  | 1          | 1          | 0          | 0          | 0          |  | 0         | 0         | 0         | 0         | 0         |  | 35     | 4      | 3      | 0      | 0      |
| Vlag van Nederland | Ruud Boymans          | 16         | 4          | 0          | 0          | 0          |  | 0          | 0          | 0          | 0          | 0          |  | 0         | 0         | 0         | 0         | 0         |  | 16     | 4      | 0      | 0      | 0      |
| Vlag van Nederland | Sandro Calabro        | 31         | 9          | 3          | 0          | 1          |  | 2          | 2          | 2          | 0          | 0          |  | 0         | 0         | 0         | 0         | 0         |  | 33     | 11     | 5      | 0      | 1      |
| Vlag van Nederland | Soufiane Dadda        | 10         | 0          | 0          | 0          | 0          |  | 0          | 0          | 0          | 0          | 0          |  | 0         | 0         | 0         | 0         | 0         |  | 10     | 0      | 0      | 0      | 0      |
| Vlag van Nederland | Marnix Kolder         | 0          | 0          | 0          | 0          | 0          |  | 0          | 0          | 0          | 0          | 0          |  | 0         | 0         | 0         | 0         | 0         |  | 0      | 0      | 0      | 0      | 0      |
| Vlag van Nederland | Rachid Ofrany         | 0          | 0          | 0          | 0          | 0          |  | 0          | 0          | 0          | 0          | 0          |  | 0         | 0         | 0         | 0         | 0         |  | 0      | 0      | 0      | 0      | 0      |
| Vlag van Nederland | Ruben Schaken         | 32         | 3          | 5          | 0          | 0          |  | 2          | 0          | 1          | 0          | 0          |  | 0         | 0         | 0         | 0         | 0         |  | 34     | 3      | 6      | 0      | 0      |
| Vlag van Nigeria   | Michael Uchebo        | 7          | 1          | 0          | 0          | 0          |  | 0          | 0          | 0          | 0          | 0          |  | 0         | 0         | 0         | 0         | 0         |  | 7      | 1      | 0      | 0      | 0      |
| Vlag van Nederland | Rick Verbeek          | 1          | 0          | 0          | 0          | 0          |  | 0          | 0          | 0          | 0          | 0          |  | 0         | 0         | 0         | 0         | 0         |  | 1      | 0      | 0      | 0      | 0      |
| Vlag van Portugal  | Diogo Viana           | 23         | 0          | 1          | 0          | 0          |  | 2          | 0          | 0          | 0          | 0          |  | 0         | 0         | 0         | 0         | 0         |  | 25     | 0      | 1      | 0      | 0      |
| Nat.               | Spelersnaam           | W          |            |            |            |            |  | W          |            |            |            |            |  | W         |           |           |           |           |  | W      |        |        |        |        |
| Nat.               | Spelersnaam           | Eredivisie | Eredivisie | Eredivisie | Eredivisie | Eredivisie |  | KNVB beker | KNVB beker | KNVB beker | KNVB beker | KNVB beker |  | Play-offs | Play-offs | Play-offs | Play-offs | Play-offs |  | Totaal | Totaal | Totaal | Totaal | Totaal |

### Topscorers 2009/2010
| Nr.    | Naam                      | Goal |
| ------ | ------------------------- | ---- |
| 1.     | Sandro Calabro            | 9    |
| 2.     | Keisuke Honda             | 6    |
| 3.     | Adil Auassar              | 4    |
|        | Ruud Boymans              | 4    |
| 5.     | Achmed Ahahaoui           | 3    |
|        | Ruben Schaken             | 3    |
|        | Gonzalo García García     | 3    |
| 8.     | Ken Leemans               | 2    |
|        | Ferry de Regt             | 2    |
| 10.    | Frank van Kouwen          | 1    |
|        | Kevin van Dessel          | 1    |
|        | Michael Timisela          | 1    |
|        | Patrick Paauwe            | 1    |
|        | Michael Uchebo            | 1    |
|        | Alex Nkume                | 1    |
| 16.    | Civard Sprockel (Vitesse) | 1    |
| Totaal | Totaal                    | 43   |

| Nr.    | Naam           | Goal |
| ------ | -------------- | ---- |
| 1.     | Keisuke Honda  | 2    |
|        | Sandro Calabro | 2    |
| Totaal | Totaal         | 4    |

| Nr.    | Naam                         | Goal |
| ------ | ---------------------------- | ---- |
| 1.     | Sandro Calabro               | 9    |
| 2.     | Marnix Kolder                | 7    |
| 3.     | Soufiane Dadda               | 6    |
| 4.     | Keisuke Honda                | 5    |
| 5.     | Michael Uchebo               | 4    |
|        | Ruben Schaken                | 4    |
| 7.     | Achmed Ahahaoui              | 3    |
| 8.     | Rachid Ofrany                | 2    |
|        | Rick Verbeek                 | 2    |
|        | Lennart Gerdes               | 2    |
| 11.    | Ferry de Regt                | 1    |
|        | Adil Auassar                 | 1    |
|        | Jasar Takak                  | 1    |
|        | Kevin van Dessel             | 1    |
|        | Frank van Kouwen             | 1    |
|        | Gonzalo García García        | 1    |
|        | Alex Nkume                   | 1    |
| 18.    | Kenny Janssen (SV Panningen) | 1    |
| Totaal | Totaal                       | 52   |

ADO Den Haag ·
Ajax ·
AZ ·
Feyenoord ·
FC Groningen ·
sc Heerenveen ·
Heracles Almelo ·
NAC Breda ·
N.E.C. ·
PSV ·
Roda JC ·
RKC Waalwijk ·
Sparta Rotterdam ·
FC Twente ·
FC Utrecht ·
Vitesse ·
VVV-Venlo ·
Willem II